# حقوق الضحية
حقوق الضحايا هي حقوق قانونية تُمنح لضحايا الجريمة. قد تشمل هذه الحقوق على الحق في التعويض، والحق في الدفاع عن الضحايا، والحق في عدم استبعاد الضحايا من دعاوى العدالة الجنائية، والحق في التحدث خلال إجراءات العدالة الجنائية. 

## الولايات المتحدة الأمريكية
لقد تأسست حركة حقوق ضحايا الجريمة في الولايات المتحدة على فكرة أنه خلال الفترة الحديثة (1800-1970)، قد انحرف نظام العدالة الأمريكي كثيرًا عن أصوله المتمركزة حول الضحية.  منذ سبعينيات القرن الماضي، عملت الحركة على منح الضحايا دورًا أكثر أهمية في الإجراءات الجنائية، بهدف إدراج «الضحية الفردية كمشارك معترف به قانونًا وله حقوق ومصالح وصوت».

### تاريخ
خلال الفترتين الاستعمارية والثورية، كان يتمركز نظام العدالة الجنائية في الولايات المتحدة «حول الضحية» حيث غالبًا ما كان يتم التحقيق في الجرائم ومقاضاة مرتكبيها من قبل الضحايا الأفراد. ولكن في القرن التاسع عشر وأوائل القرن العشرين، تحول التركيز من النظر إلى الجريمة في المقام الأول على أنها «ضرر اجتماعي».  وأصبح يُنظر إلى نظام العدالة الجنائية على أنه أداة لمعالجة هذا الضرر الاجتماعي، وليس وسيلة لتعويض الضرر الشخصي، وبالتالي تقلص دور الضحية في الدعاوى الجنائية بشكل كبير. 
بدأت حركة حقوق ضحايا الجريمة الحديثة في السبعينيات. حيث بدأت، جزئياً، كرد فعل على قرار المحكمة العليا الأمريكية عام 1973 في قضية Linda RS v (ليندا آر إس) ريتشارد د. (410 الولايات المتحدة 614). وفي قضية ليندا آر إس، حكمت المحكمة بأن صاحبة الشكوى لا تتمتع بالصفة القانونية التي تمنع مكتب المدعي العام من تطبيق قانون يجرم عدم دفع نفقة الطفل بشكل تمييزي. في القول المأثور، أوضحت المحكمة وجهة النظر السائدة في ذلك الوقت بأن ضحية الجريمة لا يمكن أن تفرض مقاضاة جنائية لأن «المواطن العادي يفتقر إلى مصلحة معترف بها قضائيًا في محاكمة أو عدم مقاضاة شخص آخر».  كان هذا الحكم بمثابة علامة فارقة في التحول من النهج المتمركز حول الضحية إلى العدالة الجنائية، مما يوضح أن الضحايا في السبعينيات «لم يكن لهم وضع قانوني رسمي أبعد من كونه الشاهد أو دليل.» 
إذا كان حكم ليندا آر إس Linda RS يمثل تمثيلًا واضحاً لمشكلة استبعاد الضحية، فقد أعطى تلميحاً إلى حل للمشكلة. ذكرت المحكمة العليا أن بإمكان الكونغرس «سن قوانين تنشئ حقوق الضحايا، والتي يؤدي اكتساحها إلى خلق مكانة، على الرغم من عدم وجود أي ضرر بدون سن القانون». بهذا البيان، وفرت المحكمة الأساس القانوني لتشريع حقوق الضحايا.
وإلى جانب هذه التطورات القانونية، كان هناك نمو متزامن في الوعي الاجتماعي بحقوق الضحايا. ويرجع ذلك جزئيا إلى أن الاهتمام بالمعاملة العادلة للضحايا يوفر صلة بين الحركات الاجتماعية المتباينة، وإن كانت قوية. وتحدت حركة القانون والنظام وحركة الحقوق المدنية والحركة النسوية نظام العدالة الجنائية للتفكير بعناية أكبر في دور الضحية في الإجراءات الجنائية. وساعد مؤيدو هذه القضايا في تشكيل الأساس الشعبي لحركة حقوق الضحايا الحديثة، وتوفير الموارد التعليمية والمساعدة القانونية، وإنشاء أول خطوط ساخنة وملاجئ لضحايا الجريمة في البلد.
في عام 1982، أصدر فريق عمل الرئيس رونالد ريغان المعني بضحايا الجريمة تقريره النهائي الذي قدم فيه بالتفصيل مخاوف المدافعين عن حقوق الضحايا، مدعيا أنه «تم التغاضي عن الضحايا الأبرياء للجريمة، ولم يتم الالتفات إلى مناشداتهم من أجل العدالة، لقد بقيت جروحهم - الشخصية والعاطفية والمالية - بلا علاج». اشتمل التقرير على 68 توصية لمقدمي الخدمات والمسؤولين الحكوميين، وكثير منها مكلف من خلال تشريعات حقوق الضحايا الحالية. تضمن التقرير توصية بتعديل حقوق الضحايا في دستور الولايات المتحدة.
في العقود التي تلت ذلك، شهد أنصار حقوق الضحايا نجاحًا تشريعيًا كبيرًا. وحالياً، تواصل حركة حقوق الضحايا تعزيز التشريعات التي تضمن الحقوق الأساسية للضحايا، وتوفر الآليات الإجرائية لإنفاذ هذه الحقوق بشكل فعال. أيضاً، تقوم منظمات حقوق الضحايا بالدعوة على المستوى الأرضي، حيث تزود الضحايا الأفراد بالتوجيه والدعم القانونيين، وتثقيف المهنيين القانونيين المستقبليين حول القضايا المتعلقة بحقوق الضحايا.

### تشريعات حقوق الضحايا
منذ عام 1982، قامت 33 دولة بتعديل دساتيرها لمعالجة حقوق الضحايا، وأصدرت جميع الدول تشريعات حقوق الضحايا. وفي ذات العام، أقر الكونجرس أول جزء من التشريع الفيدرالي لحقوق ضحايا الجرائم، وهو قانون حماية الضحايا والشهود. وفي عام 1984، صدر قانون ضحايا الجرائم. وبعدها بعقد من الزمان، وبالتحديد في عام 1994، أصبح قانون العنف ضد المرأة قانونًا. وفي عام 2004، تم تمرير قانون حقوق ضحايا الجريمة التاريخي، والذي منح ضحايا الجريمة ثمانية حقوق محددة، وقدم للضحايا الأفراد وقفة لتأكيد هذه الحقوق في المحكمة.

### القانون الاتحادي

#### قانون ضحايا الجرائم (فوكا)
أنشأت منظمة فوكا VOCA صندوق ضحايا الجريمة، والذي يعطي منحاً لبرامج تعويض ضحايا الجرائم، وأنظمة إخطار الضحايا، وبرامج مساعدة الضحايا. ويتم تمويل الصندوق من رسوم المخالفين.

#### قانون حقوق ضحايا الجريمة لعام 2004
يعدد قانون حقوق ضحايا الجرائم، والذي هو جزء من قانون العدالة للجميع لعام 2004، الحقوق الممنوحة للضحايا في القضايا الجنائية الفيدرالية. حيث يمنح هذا القانون الضحايا الحقوق التالية: 
1. الحق في الحماية من المتهمين،
2. الحق في الإخطار،
3. الحق في عدم استبعاده من الدعاوى،
4. الحق في التحدث في دعاوى العدالة الجنائية،
5. الحق في التشاور مع محامي الادعاء،
6. الحق في الاسترداد،
7. الحق في محاكمة خالية من التأخير غير المعقول،
8. الحق في المعاملة العادلة واحترام كرامة الضحايا وخصوصيتهم

لقد تم تسمية قانون حقوق ضحايا الجريمة على اسم سكوت كامبل وستيفاني روبر وويندي بريستون ولوارنا جيليس ونيلا لين، ضحايا القتل الذين حرمت عائلاتهم من بعض أو كل الحقوق الممنوحة بموجب القانون في سياق قضاياهم.

### قانون الولاية
لقد أصدرت جميع الدول تشريعات تحمي حقوق ضحايا الجرائم،  وأقرت معظمها تعديلات دستورية توفر الحماية لضحايا الجرائم.  تنطبق بعض قوانين الولايات على ضحايا جرائم الجنايات فقط، بينما تمنح دول أخرى الحقوق لضحايا جرائم الجنح الأقل خطورة.  وعندما تكون الضحية شخصاً قاصرًا أو من ذوي الاحتياجات الخاصة أو متوفياً، تسمح بعض الولايات لأفراد الأسرة بممارسة الحقوق نيابة عن الضحية. 
تشمل تدابير حماية قانون الولاية العامة ما يأتي:  
- الحق في المعاملة بكرامة واحترام،
- الحق في الاطلاع على النيابة وعروض الإقرار وإجراءات المحكمة والحكم،
- الحق في الإدلاء بأقوال أمام المحكمة وقت صدور الحكم،
- الحق في الحماية،
- الحق في المطالبة بالتعويض من صندوق حقوق الضحية التابع للدولة،
- الحق في التعويض من الجاني،
- الحق في إعادة الممتلكات الشخصية،
- الحق في أن يتم إبلاغك بإجراءات الإفراج المشروط أو الإفراج عن السجن، والحق في الإدلاء ببيان أمام مجلس الإفراج المشروط،
- الحق في إنفاذ حقوق الضحية.

ويوجد في العديد من مكاتب النيابة العامة المسؤولة عن حقوق الضحية أو عدة موظفين والذين يساعدون ضحايا الجريمة أثناء وبعد المحاكمة. ويجب على ضحية الجريمة التي تسعى للحصول على تعويض أو رد أن تقدم مطالبة بالتعويض في الوقت المناسب إلى إدارة المراقبة أو محامي الادعاء، وذلك جنباً إلى جنب مع الوثائق الداعمة للمطالبة، وذلك من أجل ضمان تضمين المبالغ في أمر الاسترداد عند الحكم على المدعى عليه. 

### منظمات حقوق الضحايا الأمريكية

#### المعهد الوطني لقانون ضحايا الجريمة
يعد المعهد الوطني لقانون ضحايا الجريمة (NCVLI) منظمة وطنية للدفاع القانوني غير هادفة للربح مقرها في كلية لويس وكلارك للقانون في بورتلاند، أوريغون. تأسست هذه المنظمة في عام 1997 من قبل البروفيسور دوغ بيلوف. ويسعى هذا المعهد إلى تعزيز حقوق الضحايا من خلال الجمع بين المناصرة القانونية والتدريب والتعليم والعمل في مجال السياسة العامة. يستضيف المعهد الوطني لقانون ضحايا الجريمة NCVLI أيضًا مؤتمرًا سنويًا لقانون ضحايا الجرائم لمدة يومين، ويحتفظ بمكتبة قانون الضحايا، والتي تحتوي على القوانين والموارد التعليمية المتعلقة بحقوق الضحايا.

#### التحالف الوطني لمحامي حقوق الضحايا (نافرا)
يعد التحالف الوطني لمحامي حقوق الضحايا (نافرا) NAVRA تحالف عضوية للمحامين والمدافعين المكرسين لتعزيز حقوق ضحايا الجريمة. وهو مشروع تابع للمعهد الوطني لقانون ضحايا الجريمة. تمنح العضوية في نافرا NAVRA المجال للوصول إلى خدمات الخبراء لضحايا الجريمة، بما في ذلك قاعدة بيانات قابلة للبحث من ملخصات القضايا وموجزات الأصدقاء وعينات المرافعات، بالإضافة إلى دليل المتخصصين في حقوق الضحايا.

#### المنظمة الوطنية لمساعدة الضحايا (NOVA)
تعد المنظمة الوطنية لمساعدة الضحايا (نوفا) NOVA  منظمة خاصة غير ربحية مكرسة لتعزيز الحقوق والخدمات لضحايا الجرائم. تأسست المنظمة الوطنية لمساعدة الضحايا (NOVA) في عام 1975، وتعد هي أقدم منظمة وطنية لحقوق الضحايا. تركز المنظمة على كل من المناصرة الوطنية وعلى تقديم خدمات مباشرة للضحايا.

#### المركز الوطني لضحايا الجريمة
المركز الوطني لضحايا الجريمة يعد منظمة غير ربحية مقرها في أرلينغتون ، فيرجينيا، حيث يدافع عن حقوق الضحايا.

#### رايز
رايز عبارة عن منظمة غير حكومية حيث تعمل على تنفيذ قانون حقوق ضحايا الاعتداء الجنسي.

## أوروبا

### الإتحاد الأوربي
ويذكر برنامج ستوكهولم بوضوح ضحايا العنف القائم على النوع الاجتماعي في القسم 2.3.4، حيث ينص على أن الضحايا من هذا النوع معرضون للخطر بشكل خاص، وبالتالي فإنهم بحاجة إلى دعم خاص وحماية قانونية من قبل الدولة. ويحق لضحايا العنف القائم على نوع الجنس أو العنف المنزلي الحصول على نفس الحماية التي يتمتع بها أولئك الذين يقعون ضحايا للجريمة في دولة عضو في الاتحاد الأوروبي ليسوا من مواطنيها، حيث يُنظر إلى هذه الأنواع من الضحايا على أنهم أكثر عرضة للخطر و/أو يتعرضون إلى المزيد من الضرر. كما يعتبر ضحايا الإرهاب على أنهم محتاجين.

#### التوجيه 2012/29 / EU
لقد كان الهدف المحدد من (التوجيه 2012/29 / EU)، كما ذكره الاتحاد الأوروبي، هو «تحسين الوضع اليومي الحقيقي لملايين من ضحايا الجريمة في جميع أنحاء أوروبا إلى أقصى حد ممكن». ولقد أسفرت جهود الاتحاد الأوروبي في زيادة حرية التنقل بين الدول عن قلق متزايد للحفاظ على حقوق مواطني الاتحاد الأوروبي عند زيارة دولة عضو مختلفة. واعتبر الاتحاد الأوروبي أن أهم طريقة لحل هذه المشكلة هي في تحديد حقوق الضحايا بوضوح، وتعزيز حقوق الضحايا وزيادتها، فضلاً عن زيادة مشاركة الضحايا في الدعاوى الجنائية.

### النمسا
لقد أنشأت النمسا تدابير حماية لضحايا الجريمة الذين يقيمون في المنطقة الاقتصادية الأوروبية (دول الاتحاد الأوروبي وكذلك النرويج وليختنشتاين وأيسلندا) أو أولئك الذين هم مواطنون نمساويون أو مقيمون دائمون. وتشمل خدمات الضحايا الوصول المجاني إلى المشورة والتمثيل القانوني، والاستشارة والتعويض النقدي. ومع ذلك، فإن التعويض المالي محدد بحد أقصى وهو متاح فقط لضحايا الجرائم الخطيرة، والتي يتم تعريفها على أنها جرائم حيث يقضي الجاني فترة سجن لا تقل عن ستة أشهر. ويتم تمويل التعويض من الغرامات المفروضة على الجناة المدانين ومصادر أخرى.
وعلى الرغم من أن النمسا تعد من الدول الموقعة على توجيه ضحايا الجريمة (التوجيه 2012/29 / EU)، إلا أنها لم تمتثل بالكامل، نظراً لقلة التركيز على حقوق التفسير. كما أنه يجب تقديم الطلبات أو المكالمات الهاتفية أو رسائل البريد الإلكتروني إما باللغة الإنجليزية أو الألمانية مما قد يعيق ضحايا الجريمة من الوصول إلى الخدمات بشكل كامل أو فهم حقوقهم دون مساعدة من السفارة أو القنصلية. وهناك خرق آخر (للتوجيه) الذي يتعلق بالمزايا الممنوحة فقط للمواطنين النمساويين. حيث يحق للمواطنين النمساويين الحصول على تعويض إذا كانوا ضحية جريمة، حتى لو تعرضوا لإصابة في بلد آخر، أي إنها حماية إضافية للمواطنين النمساويين فقط. ويتمتع المواطنون من خارج المنطقة الاقتصادية الأوروبية بحماية أقل من الدولة في النمسا ويجب عليهم الاعتماد بدلاً من ذلك في انتهاك للتوجيه، وعلى ويسيرينغ (Weissering) وهي منظمة غير ربحية تقدم خدمات لضحايا الجريمة. ونظرًا لمحدودية الموارد (الممولة جزئيًا فقط من قبل الحكومة، والتي تعتمد إلى حد كبير على التبرعات) من ويسيرينغ (Weissering)، فإن أي ضحية تسعى للحصول على تعويض سيتم اختبارها وتقييمها كل حالة على حدة. وقد تكون المساعدة في حالات الطوارئ متاحة في بعض الحالات. 
فيما يتعلق بالمشاركة، شاركت الحكومة النمساوية مؤخرًا في يوم التوعية بضحايا الجريمة، وذلك لتعزيز حقوق الضحايا في مكان العمل، وهو ما يمثل مشكلة في النمسا، فيما يتعلق بالعنف بين الموظفين / أرباب العمل وأيضًا عنف الموظفين / العملاء. وهذا يدل على أن الحكومة النمساوية تحاول زيادة الوعي بشأن ضحايا الجريمة، وتحديدا في المجالات التي تطرح قضية راهنة وفقًا ل (التوجيه).

### بلغاريا
تعتبر محاولات بلغاريا لحماية ودعم حقوق ضحايا الجريمة سطحية بشكل عام. حيث يحق للضحايا المشاركة في المحاكمات الجنائية كشهود أو متهمين أو مدعين، وذلك بمساعدة مستشار قانوني. وبالإضافة إلى ذلك، تنص التشريعات على حماية الشهود الضعفاء (مثل الأطفال وضحايا الجرائم الجنسية) خلال طريقة الشرطة في استجواب الشهود والتعامل مع حالتهم. ولقد أظهر استطلاع حديث لضحايا الجريمة الدولية (ICVS) أن 40٪ فقط من الضحايا راضون عن الطريقة التي تعاملت بها الشرطة مع حالتهم.

#### قضايا ضحايا الاغتصاب
لقد كانت قوانين الاغتصاب في بلغاريا مثيرة للجدل، مع تقديم عدد من الطلبات إلى محكمة العدل الأوروبية لخرق اتفاقية حقوق الإنسان. ففي قضية إم سي (M.C) ضد بلغاريا، رأت محكمة العدل الأوروبية أن قرار عدم مقاضاة ضحية اغتصاب والتي تبلغ من العمر 14 عاماً ينتهك حقوقها المنصوص عليها في المادتين الثالثة والثامنة. وقد كرّس التشريع ممارسة يتم فيها مقاضاة مرتكبي جرائم الاغتصاب فقط عندما يكون هناك دليل على القوة الجسدية والمقاومة النشطة. ورأت المحكمة أن قوانين الاغتصاب يجب أن تنطبق على جميع أشكال الأفعال الجنسية الناتجة بدون موافقة ورضا.
أما في الآونة الأخيرة، فلقد تم تسليط الضوء على عدد من الانتهاكات لاتفاقية القضاء على جميع أشكال التمييز ضد المرأة سيداو (CEDAW) في تقرير اللجنة. ولقد انتقد التقرير إخفاق بلغاريا في تقديم تعويض مناسب لضحايا الجرائم الجنسية، فضلاً عن الاعتماد على القوالب النمطية الجنسية عند صياغة التشريعات.

#### مشاكل مع قوانين الإتجار بالبشر
وجد مجلس أوروبا بشأن إجراءات مكافحة الاتجار بالبشر مؤخراً أنه لم يتلق أي من ضحايا الاتجار بالبشر البالغين أي شكل من أشكال المساعدة من الحكومة البلغارية. ويبدو أن أحد الأسباب الرئيسية لذلك ينبع من الخصائص المميزة وعدم اليقين المحيط بالإطار التشريعي المتعلق بالاتجار بالبشر. أولاً، له تعريفان منفصلان: أحدهما لتجريم السلوك والآخر لتحديد الضحايا. أما هذا الأخير فهو يعد أكثر تقييداً، لذلك يمكن اعتبار الشخص ضحية لأغراض المحاكمة الجنائية ولكنه يقع خارج تعريف «الضحية» فيما يتعلق بخدمات الدعم والتعويض. ثانياً، يعمل التشريع البلغاري فقط من منظور أن بلغاريا بلد «منشأ» أي أن الاتجار يشمل نقل المواطنين البلغاريين إلى بلدان أخرى. ونتيجة لذلك، فإن الضحايا الموجودين داخل بلغاريا ولكنهم من غير مواطنين في الاتحاد الأوروبي قد يقعون في شروخ في التشريع.

### كرواتيا
تتحسن حقوق ضحايا الجرائم في كرواتيا بشكل مطرد منذ أن أصبحت كرواتيا مرشحة لعضوية الاتحاد الأوروبي في عام 2004. ونتيجة لرغبتهم في أن يصبحوا جزءاً من الاتحاد الأوروبي، فكان لا بد من استيفاء بعض الشروط المسبقة فيما يتعلق بنظام العدالة الجنائية وحقوق الإنسان. ومن أجل استيفاء الشروط السابقة الذكر، فلقد شرعت كرواتيا في تغيير نظام العدالة الجنائية فيما يتعلق بحقوق الضحايا. حيث كان التغيير الذي حثت عليه الحكومة في شكل إدارة دعم الشهود والمشاركين الآخرين في محاكمات جرائم الحرب (2005).
أما على المستوى التشريعي، فقد رفع قانون الإجراءات الجنائية (2008) من حقوق الضحايا داخل الإجراءات الجنائية وخارجها واعترف بالضحايا ككيان منفصل في المحكمة بالإضافة إلى دورهم كشاهد وطرف متضرر. وتشمل هذه الحقوق على «الحق في الحصول على مساعدة نفسية وخبيرة فعالة ودعم من السلطة أو المنظمة أو المؤسسة لمساعدة ضحايا الجرائم الجنائية» و«الحق في التعويض عن الأضرار المادية والمعنوية من صندوق الدولة».
وكما شهد عام 2008 سن قانون تعويض ضحايا الجرائم. حيث أدى هذا القانون إلى مقدرة المواطنين الكرواتيين للحصول على تعويض إذا ما تعرضوا لإصابة جسدية خطيرة.
ويمكن تجسيد الموقف التقدمي لكرواتيا من خلال الحالة الأخيرة لإدخال قوانين تتعلق بتعويض ضحايا الاغتصاب المرتكب خلال حرب الاستقلال 1991-1995. حيث كانت هذه الخطوة لتعويض الضحايا المذكورين عرضاً لقبول قرار مجلس الأمن التابع للأمم المتحدة لعام 2008 الذي نص على أن الاغتصاب يمكن اعتباره جريمة حرب. وتماشياً مع قانون تعويض ضحايا الجرائم، اعتمد البرلمان الكرواتي في عام 2015، قوانين تمنح تعويضات لضحايا الاغتصاب المرتكب في حرب الاستقلال. وكان هذا التعويض على شكل دفعة لمرة واحدة، إلى جانب علاوة شهرية والحصول على العلاج المجاني والخدمات الطبية والقانونية.

### قبرص
بموجب قانون تعويض ضحايا الجرائم العنيفة لعام 1997، تحدد قبرص أن الضحية هو شخص عانى من أذى جسدي خطير أو إعاقة صحية، تُعزى مباشرة إلى جريمة عنيفة، أو إلى فرد قد توفي نتيجة لهذه الجريمة. ونتيجة لهذا التفسير، فإن الجرائم ضد الشخص والتي لا تعتبر عنيفة، لن تؤدي إلى وصف أي شخص بأنه «ضحية». ويمكن اعتبار هذه الحقيقة ذات صلة خاصة بالجرائم التي غالباً ما تُرتكب ضد السياح، مثل السرقات الصغيرة.
وهذا أمر بالغ الأهمية فيما يتعلق بمطالبات التعويض، حيث لا يتم منح المواطنون الأجانب نفس الوصول إلى التعويض. يتم منح رعايا الدول الأطراف في الاتفاقية الأوروبية بشأن تعويض ضحايا جرائم العنف حق الوصول إلى التعويضات، كما هو الحال بالنسبة لمواطني جميع الدول الأعضاء في مجلس أوروبا المقيمين الدائمين في قبرص. لا يام منح جميع الأجانب الآخرين الأهلية فيما يتعلق بالمطالبة بالتعويض كضحية لأي تصنيف للجريمة المرتكبة ضدهم.
حددت وزارة الخارجية الأمريكية محاكمة المتاجرين بالبشر داخل قبرص كنقطة خلاف. ووفقاً للإحصاءات التي تم جمعها، فقد حدث انخفاض بنسبة 55 في المائة في إدانة المهربين داخل قبرص . وعلاوة على ذلك، كثيراً ما يدان الجناة بموجب قوانين تنص على عقوبة أقل خطورة بكثير من القوانين الأخرى لمكافحة الاتجار بالبشر. ويعكس هذا الانخفاض في الإدانات أثرا سلبيا على ضحايا الاتجار، الذين قد لا يثقون في نظام للعدالة الجنائية لا يحدد الجناة ويعاقبهم على نحو كاف.

### الدنمارك
أما عندما يكون ضحايا الجريمة في الدنمارك فإنه يمكنهم الوصول إلى عدد من الخدمات وآليات الدعم لإرشادهم من خلال إجراءات العدالة الجنائية. حيث يتم تنفيذ هذه الخدمات واليات الدعم من خلال التشريعات المحلية وليس القانون الدولي.
من القضايا المثيرة للجدل المتعلقة بقانون الضحايا الدنماركي هي قرار عدم التوقيع على أي توجيه من الاتحاد الأوروبي بشأن حقوق الضحايا. ومن أكثر المواد تأثيراً في تشريعات الاتحاد الأوروبي بالنسبة للضحايا (التوجيه 2012/29 / EU)، والذي يحدد المعايير الدنيا لحقوق الضحايا. ومع ذلك، وبما أن الدنمارك ليست من الدول الموقعة، فهي ليست ملزمة بتنفيذ التوجيه. 
على الرغم من هذا القرار، لا تزال الدنمارك تتمتع بمعايير عالية نسبياً لحقوق الضحايا في التشريعات المحلية. حيث يسمح قانون تعويض الضحايا لعام 2005 للمواطنين الدنماركيين والأجانب وكذلك المواطنين الدنماركيين الذين يعيشون خارج الدنمارك بالحصول على تعويضات لضحايا الجرائم ذات الإصابات الخطيرة. يتعين على الشرطة الدنماركية بموجب القانون قبول أي تقرير جنائي بغض النظر عن اللغة المستخدمة. أما فيما التعويضات لضحايا الجرائم واسعة النطاق داخل الدنمارك. يمكن منح تعويض لمن عانوا من إصابات خطيرة والمعالين من ضحايا القتل. وبالنسبة للمصروفات الطبية وفقدان الدخل، لا يوجد حد، في حين أن أشكال التعويض الأخرى (التكاليف القابلة للتعويض) محددة بمبلغ 1000 كرون دانمركي، يتم تحديدها من قبل مجلس التعويض. تنطبق فترة زمنية مدتها سنتان على جميع طلبات التعويض.
تشمل خدمات الدعم الأخرى لضحايا الجرائم داخل الدنمارك المساعدة القانونية المجانية لجرائم العنف عند تقديم الطلب والمساعدة القانونية المجانية التلقائية لضحايا الاعتداء الجنسي. وبالنسبة لجميع الجرائم الأخرى، فإن المحكمة ستبت في الخدمات القانونية المجانية على أساس الوضع الاقتصادي والضرورة. علاوة على ذلك، كل ضحية تأتي أمام النظام لها الحق في الحصول على مترجم فوري وكذلك ترجمة مجانية للوثائق القانونية من لغة الفهم الأساسية للضحية. بالإضافة إلى ذلك، يمكن الوصول إلى خدمات دعم الضحايا لجميع السكان حتى في الظروف التي لم يتم الإبلاغ فيها عن أي جريمة، ولا توجد أي إجراءات جنائية جارية. وهذا يسمح للضحايا بالحصول على الخدمات وإعادة التأهيل، حتى في الحالات التي يتم فيها اختيار عدم الإبلاغ عن الجريمة. في حالة الوساطة بين الجاني والضحية، حيث يعرب الجاني عن ندمه ويقبل الضحية الاعتذار ويتصالحون، يجوز للقاضي وبالتالي للمحكمة الاعتراف رسمياً بالوضع، مع الاستمرار في تطبيق العقوبة، ولكن بعقوبة أخف. غالباً ما يكون هذا التمكين للضحية ضرورياً لتوفير الإغلاق أكثر من العقوبة الصارمة للجاني.
وعند التحقيق في الجريمة المزعومة، ستقرر النيابة العامة الإقليمية أو مسؤولو إنفاذ القانون في كيفية المضي في القضية. فإذا كان هناك قرار بعدم الملاحقة نيابة عن الشرطة، وبالتالي عدم المضي قدماً في محاكمة المحكمة (إغلاق القضية)، ويمكن للضحية استئناف القرار أمام المدعي العام الإقليمي. إذا قرر المدعي العام الإقليمي في البداية إغلاق التحقيق، فإن السبيل التالي هو تقديم الاستئناف إلى مدير النيابات العامة.

### إستونيا
يشير تقرير المواطنة الإستونية إلى ثقة عالية في عدم قابلية نظامهم القضائي للفساد (74٪) والمشرعين (67٪) والشرطة (83٪). وعلى النقيض من ذلك، فقد قال 43٪ فقط من ضحايا الجرائم الخطيرة إنهم قد أبلغوا الشرطة بذلك، وقال 17٪ فقط إنهم راضون عن معالجة شكواهم للشرطة.
تعمل منظمة «جمعية دعم ضحايا الجريمة الإستونية» غير الحكومية منذ أكثر من 20 عاماً، وأصدرت كتيب دعم الضحايا في عام 2002 الذي قاد نقاشاً حول التشريعات التي تتناول قضايا دعم الضحايا والتي تراكمت في نهاية المطاف في قانون دعم الضحايا في عام 2003. كان هذا القانون بداية تحول نموذجي في العدالة الجنائية الإستونية من عقلية عقابية قوية إلى عقلية تصالحية، وأظهر الحاجة والاهتمام برعاية الضحايا، فضلاً عن المزيد من الاهتمام والمساعدة الحقيقية العملية والمادية لضحايا الجريمة.
ومع ذلك، فإن المنظمة غير الحكومية تفتقر إلى دعم الدولة وتمويلها، وبالتالي فهي غير قادرة على تقديم دعم عالي الجودة للضحايا في جميع أنحاء إستونيا. يتعامل دعم الضحايا من الدولة فقط مع أنواع معينة من الجرائم بأجندة ثابتة وأكثر تنظيماً بكثير، مما يجعل العملية أكثر رسمية، ويؤدي إلى مشاركة الضحايا غير المريحة.
ويحق لضحايا جرائم العنف المرتكبة داخل جمهورية إستونيا الحصول على تعويض من الدولة بموجب قانون دعم الضحايا. أما بالنسبة للأضرار الجسيمة التي تلحق بصحة الفرد أو الاضطراب الصحي الذي يستمر لمدة 6 أشهر على الأقل أو الوفاة نتيجة لجريمة عنف قد تمنح الضحية و/أو المعالين بالتعويض. يحق للضحية المنفردة وجميع المعالين الحصول على تعويض يعادل 80٪ من الضرر المادي نتيجة الجريمة، ولكن ليس أكثر من إجمالي 9590 يورو، على أساس أن الضرر الناجم عن عدم القدرة على العمل؛ ونفقات العلاج الطبي بسبب وفاة الضحية؛ والأضرار التي تلحق بالأجهزة التي تحل محل الوظائف الجسدية (مثل النظارات، أطقم الأسنان، العدسات اللاصقة) والملابس؛ نفقات جنازة الضحية.

### فرنسا
تعد فرنسا إحدى الدول الموقعة على توجيه الاتحاد الأوروبي بشأن حقوق الضحايا وكان أمامها حتى تشرين الثاني لعام 2015 لتغييرها. اعتباراً من فبراير 2016، كانت لا تزال تفشل في إخطار الاتحاد الأوروبي بالسياسات التي طبقها لتحقيق ذلك، إن وجدت. تتخذ الإجراءات الجنائية في فرنسا شكل تحقيق ومحاكمة. تجري شرطة المباحث الفرنسية التحقيقات تحت سلطة المدعي العام (تحقيق الشرطة) أو قاضي التحقيق (التحقيق القضائي) إذا انتقل التحقيق إلى المحاكمة، ويحق للضحايا المشاركة في المحاكمة والحصول على مستشار قانوني.

#### تعويض
بموجب قانون نظام العدالة الفرنسي (2002)، تلتزم الشرطة بإبلاغ الضحايا بحقهم في طلب التعويض والسعي إلى مطالبة مدنية. ويمكن للشرطة تسجيل مطالبات التعويض نيابة عن الضحايا، لذلك لا داعي للذهاب إلى المحكمة. حيث يوجد صندوق حكومي لتعويض ضحايا جرائم العنف يدعى صندوق الدولة لضحايا الجريمة. ويتم تمويله جزئيًا من قبل هيئات العدالة الجنائية التي تسترد الأموال من الجناة (قانون الإصلاح لعام 1990).

#### موارد الضحايا
هناك عدد من المنظمات داخل فرنسا مكرسة لتوفير العدالة ودعم ضحايا الجريمة في فرنسا.وتحدد صحيفة وقائع العدالة الأوروبية الإلكترونية، المقدمة بأكثر من 23 لغة، تحدد عدداً منها، بما في ذلك المعهد الوطني لدعم الضحايا والوساطة (INAVEM) يتم تمويله واعتماده بشكل جزئي من قبل وزارة العدل، ويهدف إلى قيادة وتنسيق وتعزيز بعثات دعم الضحايا. يتوفر دائمًا خط المساعدة الخاص بالمنظمة 08VICTIMS (08 84284637). يوجه الضحايا إلى أقرب مكتب دعم للمعهد INAVEM الذي يمكنه الحصول على مساعدة الضحايا من منظمة الضحايا ذات الصلة. كما يعمل على تعزيز الوعي بحقوق الضحايا، فضلاً عن تمثيل جمعيات مساعدة الضحايا على المستوى الوطني والأوروبي والدولي. تدفع منظمة INAVEM الحكومة الفرنسية لتنفيذ التوجيه، وتقديم توصيات بناءً على تقييمها لاحتياجات الضحايا.

#### الاتجار بالبشر
وفي عام 2012، تبين أن فرنسا انتهكت المادة 4 من الاتفاقية الأوروبية لحقوق الإنسان بسبب فشلها في توفير إطار مناسب لحماية حقوق ضحايا الاتجار بالبشر. ولكن بدءاً من عام 2013، امتثلت حكومة فرنسا امتثالاً تاماً للمعايير الدنيا المطلوبة للقضاء على الاتجار. على الرغم من ذلك، كانت الحماية لا تزال تركز إلى حد كبير على ضحايا الاتجار بالجنس وليس ضحايا الاتجار بالعمالة.

### ألمانيا
تجري إجراءات العدالة في ألمانيا بموجب نظام العدالة الاستقصائي، مما يعني أن للقاضي دوراً نشطاً في عملية التحقيق والمحاكمة. على عكس نظام المحاكمة العدائية، من الممكن أن يكون هناك أكثر من طرفين متعارضين في محاكمة جنائية، حيث لا يوجد مثل هذا الشرط الكبير لتحقيق التوازن بين الادعاء وحقوق المدعى عليه. لذلك، فإن قانون الإجراءات الجنائية الألماني لعام 1987 (فيما يلي القانون الجنائي) يمنح الضحايا عدداً من الحقوق، بما في ذلك الحق في المشاركة في المحاكمة؛ الحق في الاستئناف بعد انتهاء المحاكمة؛ والحق في المطالبة بالتعويض عن خسارتهم.

#### روابط مع الاتحاد الأوروبي
بصفتها عضوًا مؤسسًا في الاتحاد الأوروبي ، يتعين على ألمانيا التوقيع على توجيه الاتحاد الأوروبي بشأن حقوق الضحايا وتطبيقه في قوانينها الوطنية بحلول 16 نوفمبر 2015. ويشترط الاتحاد الأوروبي الاعتراف بالضحايا ومعاملتهم باحترام وكرامة؛ والحماية من المزيد من الإيذاء/الترهيب من الجاني أو ضمن إجراءات العدالة الجنائية؛ والحصول على الدعم المناسب والحصول على تعويض. لم يتم تعديل القانون الجنائي الألماني منذ أبريل/نيسان 2014، وبالتالي لم يتم إقحام أي شيء آخر. ومع ذلك، من الواضح أن القانون الجنائي الألماني يفي بالفعل بمتطلبات الاتحاد الأوروبي من خلال حقوقه الواسعة النطاق وحماية الضحية، الراسخة في قانونه الجنائي.

#### الممثل القانوني للضحايا في المحاكمة
على عكس العديد من الولايات القضائية الأخرى، يسمح الجزء الخامس من القانون الجنائي لضحايا الجرائم بالمشاركة في الإجراءات الجنائية ضد المتهم. لضحايا الجرائم الشخصية مثل التشهير؛ إصابات جسدية؛ والأضرار التي لحقت بالممتلكات، يحق للضحايا تلقائياً تعيين مدع مساعد خاص ("PAP") الذي سيمثل مصالحهم في المحاكمة. أما بالنسبة لضحايا الجرائم غير المذكورة في القسم 374 من القانون الجنائي، فيمكن الحصول على إذن من مكتب النيابة العامة ("PPO").
وينص القانون الجنائي  أن وضع مدع مساعد خاص PAP هو وضع مكتب النيابة العامة PPO في التهمة العامة المفضلة، مما يعني أنهم قادرون على المشاركة بنفس القدر والاستماع إليهم في الإجراءات المتعلقة بالتهم الخاصة. علاوة على ذلك ، يحق لـلمدع المساعد الخاص PAP فترة أسبوع واحد بين الاستدعاء وجلسة الاستماع الرئيسية وله الحق في فحص الملفات من خلال محام.
وعلاوة على ذلك، إذا لم يكن الضحية مؤهلاً للحصول على مدع مساعد خاص PAP أو اختار عدم القيام بذلك، فلديه الحق في تعيين ممثل قانوني كشاهد لدعم مصالحهم، على سبيل المثال، عندما يتم استجوابهم كشاهد في المحاكمة الرئيسية.

#### فرصة الضحايا لاستئناف الحكم
من حيث المبدأ، يحق لـلمدع المساعد الخاص PAP استئناف الحكم على أساس الوقائع والقانون فقط. ومع ذلك، سيتم رفض الاستئناف المقدم من قبله إذا كان فقط بسبب تساهل العقوبة.
ويتناول الجزء الثالث من القانون الجنائي سبل الانتصاف الاستئنافية وينص على ضرورة تقديم استئناف بشأن الوقائع والقانون إلى المحكمة الابتدائية إما شفويا لتسجيله من قبل السجل أو كتابياً في غضون أسبوع واحد بعد النطق بالحكم.
يجوز لـلمدعي المساعد الخاص PAP الانسحاب في أي مرحلة خلال إجراءات ولكن يحتاج إلى موافقة المدعى عليه بعد بدء فحصهم لجلسة الاستماع الرئيسية. سيعتبر المدعي المساعد الخاص PAP أنه قد سحب التهم، إذا تم تقديم استئناف على الحقيقة والقانون من قبلهم، فسيتم رفض هذا على الفور. بمجرد انسحاب المدعي المساعد الخاص PAP، قد لا يتم إعادته مرة أخرى. ومع ذلك، من المهم ملاحظة أن المدعي المساعد الخاص قد يطالب باستعادة «الوضع السابق» (الوضع القائم سابقًا) في غضون أسبوع واحد بعد التقصير وفقاً للشروط المحددة في القسمين 44 و45.

#### تعويض الضحايا
يوجد في ألمانيا برنامج تعويض لضحايا الجرائم العنيفة أو الشخصية. حيث يجب تقديم تقرير الشرطة في غضون عام حتى تكون مؤهلاً للحصول على تعويض. ووفقاً لقانون تعويض ضحايا الجرائم (1985)، يحق أيضاً لجميع مواطني الاتحاد الأوروبي من الدول الأعضاء الأجنبية الحصول على تعويض مالي. يغطي هذه الأضرار التعويضية الخاصة (نفقات الجيب)، مثل فقدان الدخل والنفقات الطبية. ومع ذلك، فإنه لا يغطي الأضرار العامة غير النقدية مثل المرض النفسي والألم والمعاناة.

### اليونان
في اليونان، تعتبر ضحية إذا تعرضت لضرر (إما إصابة شخصية أو ضرر/فقدان للممتلكات) نتيجة لحادث يشكل جريمة بموجب القانون الوطني. الدافع وراء (التوجيه 2012/29 / EU)، الذي يضع فعلياً حداً أدنى لمعايير حقوق الضحايا، ذلك يتضح من حالة روبي هيوز في عام 2008، وهو ضحية لهجوم خطير في اليونان ترك دون دعم أو مشورة. طُلب من الدول الأعضاء في الاتحاد الأوروبي (باستثناء الدنمارك) تنفيذ (التوجيه) في القانون الوطني بحلول 16 تشرين الثاني 2015. ومع ذلك، تعد اليونان واحدة من 16 دولة تواجه إجراءات انتهاك لعدم الاتصال بالتوجيه.
في اليونان، يتمتع ضحايا الجرائم بحقوقهم قبل إجراءات المحاكمة وأثناءها وبعدها. وفي ظروف معينة، مثل الحالات التي تكون فيها الضحية شخصاً قاصراً أو قد قد تعرض لاعتداء جنسي، يُمنح الضحايا حقوقاً إضافية ودعماً وحماية. لا يوجد تمييز من قبل خدمات الدعم ضد الأجانب. يحق للضحايا الأجانب الحصول على مترجم عند الإدلاء بشهادتهم للشرطة.
ومع ذلك، تعرضت اليونان لانتقادات بسبب افتقارها إلى دعم حقوق ضحايا الأقليات وفشلها في معالجة حقوق الإنسان في قضايا جرائم الكراهية. فمن أجل تقديم شكوى، يشترط القانون الحالي دفع رسوم، مما يثني ضحايا جرائم الكراهية عن الإبلاغ عن الجرائم. ويتفاقم هذا النقص بسبب نقص الحماية للمهاجرين غير المسجلين الذين يتعرضون لجرائم الكراهية. إن إظهار حالة الضحية المحدودة للمهاجرين وأفراد الأقليات هو عدم كفاية الدعم عندما تكون هذه الجماعات ضحايا لانتهاكات الشرطة. أدانت المحكمة الأوروبية لحقوق الإنسان اليونان 11 مرة لسوء استخدام الشرطة للأسلحة وما تلاها من عدم إجراء تحقيقات فعالة. وكان المهاجرون أو أفراد الأقليات ضحايا في عشرة من هذه الحوادث.
تعويض ضحايا جرائم العنف المتعمدة في اليونان بالنسبة لضحايا العنف المنزلي والجرائم المتعمدة الأخرى مثل إساءة معاملة الأطفال، فإذا كان الجاني يفتقر إلى الوسائل اللازمة لتقديم تعويض عن جرائمه (جرائمه)، أو إذا ظل الجاني مجهول الهوية، فإن دولة اليونان، بموجب توجيه التعويض 2004/80/EC ملزمة بتقديم تعويضات لضحايا جرائم العنف المتعمدة. يجب أن يغطي التعويض الذي يقدمه الجاني أو دولة اليونان الخسائر المالية المرتبطة بالضرر المادي الناتج عن جريمة العنف، ويشمل ذلك الرسوم الطبية وفقدان الدخل وتكاليف الجنازة. ومع ذلك، لا يتم تعويض الضرر النفسي والصدمات الناتجة عن الجريمة. أمام ضحايا الجرائم في اليونان خمسة أيام للإبلاغ عن الجريمة؛ إذا لم يتم الإبلاغ عن الجريمة في هذا الإطار الزمني، فلن يكون الضحايا مؤهلين للحصول على تعويض. كما أنه مطلوب نموذج طلب لمعالجة مطالبات التعويض، ويجب استكماله باللغة اليونانية. تعالج هيئة التعويضات اليونانية مطالبات التعويض.
خدمات الدعم المتاحة لضحايا الجرائم في اليونان حيث هناك عدد من الخدمات المتاحة لضحايا الجرائم في اليونان. وتشمل هذه: إيكا العنف الداخلي وعنصرية الهجمات جمعية القاصرين حماية والمنظمات غير الحكومية: Hamogelo تو Paidiou ، ARSIS - الخدمات الاجتماعية للأطفال

### هنغاريا
يوجد في هنغاريا نقص عام في فهم كيفية مكافحة ومنع العنف المنزلي. وغالباً ما ينبع هذا من الأفكار الثقافية حول المرأة في المجتمع الهنغاري وفكرة أن قدرًا من العنف أمر لا مفر منه.[بحاجة لمصدر] وحتى إصدار تشريع جديد في عام 2013، لم يتم تصنيف العنف المنزلي كجريمة منفصلة عن الاعتداءات الأخرى. وهذا يعني أن ضحايا العنف المنزلي في المجر حصلوا على نفس الحقوق التي يتمتع بها الضحايا من مجموعة من الظروف. وطبقاً لـ هيومن رايتس ووتش، "قالت السلطات [في كثير من الأحيان] للضحايا إن العنف الجسدي الشديد ... يجب اعتباره خفيفًا، وليس خطيرًا بما يكفي لبدء التحقيق. ومع ذلك، في حالات أخرى عندما أبلغت النساء الشرطة عن الانتهاكات المزعومة، تم احتجاز الجناة المزعومين ولكن في كثير من الأحيان يتم الإفراج عنهم على الفور دون تقديمهم إلى المحكمة. وهذا يسلط الضوء على عدم وجود دعم من الشرطة والمحاكم في مكافحة العنف الأسري. في كثير من الحالات، تقع على عاتق الضحية، وليس النيابة العامة أو الشرطة مسؤولية بدء مسار الإجراءات القانونية التي تعيق سبل الانتصاف الفعالة من العنف المنزلي. في قضية المحكمة الأوروبية لحقوق الإنسان، Kalucza vs. هنغاريا 2012، اشتكت مقدمة الطلب من أن السلطات الهنغارية أخفقت في حماية إساءة معاملتها من زوجها في منزلها. خلصت المحكمة الأوروبية لحقوق الإنسان إلى أن المادة 8 (الحق في احترام الحياة الخاصة والحياة الأسرية) قد أسيء استخدامها من قبل السلطات المجرية. لكن بعد التغييرات في عام 2013، تم فرض عقوبات أكثر صرامة على مرتكبي العنف المنزلي. في هذا الوقت أيضاً، تم إلقاء العبء على النيابة العامة وليس على الضحية رفع دعوى قضائية. وقد أدى ذلك إلى زيادة حقوق الضحايا داخل هنغاريا فيما يتعلق بالعنف المنزلي. على الرغم من هذه التغييرات، لن يتم النظر في حالة العنف المنزلي إلا إذا كانت هناك حالتان منفصلتان من سوء المعاملة. علاوة على ذلك، لم تحمي التعديلات سوى الشركاء الذين كانوا يعيشون معاً وأهملت حماية أولئك الذين لا يعيشون في نفس الإقامة. كما يفتقر التشريع الجديد إلى خطة على المستوى الوطني يمكن أن تكافح بفعالية العنف الأسري كقضية. تم وضع إجراءات لمساعدة الشرطة على الاستجابة لحالات العنف المنزلي، ومع ذلك، لا توجد مثل هذه المبادئ التوجيهية للقضاة والمدعين العامين والأخصائيين الاجتماعيين والعاملين في مجال الرعاية الصحية. في نهاية المطاف، الأحكام ليست قوية بما يكفي للتعامل مع القضية بشكل كافٍ، كما أنها غير مقبولة ومطبقة. كما لم توقع المجر على اتفاقية إسطنبول، وهي اتفاقية عملية تهدف إلى مكافحة العنف المنزلي. وخلصت إلى أنه يتعين على الدول "إنشاء خطوط هاتفية ساخنة، وملاجئ، وخدمات طبية وأجنبية، وتقديم المشورة والمساعدة القانونية" من أجل حماية النساء المعتدى عليهن.

### إيرلندا
بعد تطبيق الاتحاد الأوروبي للتوجيه بشأن حقوق الضحايا في عام 2012. (مرجع التوجيه) ومن المهم بصفة خاصة دراسة السبل المتاحة للضحايا من حيث التعويض والمساعدة القانونية وسبل الانتقام.

#### تعويض
هناك عدد من الطرق للمطالبة بالتعويض كضحية للجريمة، من خلال أمر من المحكمة يملي على الجاني دفع تعويض لك. إذا كنت مصابا نتيجة لجريمة، يمكنك طلب التعويض بموجب نظام التعويض عن الإصابات الشخصية التي لحقت بك جنائيا. وسيتم تمويل ذلك من خلال وزارة العدل والمساواة وتديره محكمة التعويض عن الإصابات الجنائية. لطلب تعويض عن الضرر الذي لحق بدولة أخرى في الاتحاد الأوروبي ، تحتاج إلى الاتصال بمحكمة التعويض للحصول على معلومات حول كيفية المطالبة بتعويض من الدولة العضو المعنية. ولا يوجد حد زمني لتقديم مطالبة إذا أسفرت الإصابة عن وفاة ضحية. وإذا لم يحدث ذلك، يجب تقديم مطالبات في غضون 3 أشهر.

#### الأهلية للتعويض
سيتم تقديم التعويض للضحايا، أو في حالة الوفاة، لعائلة الضحية المباشرة. مخطط التعويض متاح لك في حالة إصابتك نتيجة لجريمة عنيفة أو إذا أصيبت أثناء مساعدة ضحية أخرى لجريمة أو أثناء محاولتك إنقاذ حياة. لا تحتاج إلى تمثيل قانوني لتقديم طلب للحصول على تعويض ومن ثم فإن المحكمة ليست ملزمة بتغطية أي تكاليف قانونية. لن يتم منحك أي تعويض في حال كنت تعيش مع الجاني وقت الهجوم، مما يعني أن هذا غير متاح لضحايا العنف المنزلي. بالإضافة إلى ذلك، لا يوجد نظام التعويضات لتوفير الانتقام من الألم والمعاناة، ولكن بدلاً من ذلك لتغطية نفقات الجيب والفواتير الطبية. التعويض هو وسيلة تم اختبارها وقد تختلف حسب مدفوعات الرعاية الاجتماعية والراتب والإجازة المرضية. تنظر المحكمة أيضًا في شخصيتك وطريقة حياتك عند تحديد مستوى التعويض. إذا ثبت أنك تسببت في الإصابة، فمن غير المرجح أن يتم تقديم تعويض.

#### كيفية التقدم للحصول على تعويض
هناك عدد من الطرق للمطالبة بالتعويض كضحية للجريمة، سواء كان ذلك من خلال أمر محكمة يفرض على الجاني دفع تعويض لك. إذا تعرضت للإصابة نتيجة جريمة ما، فيمكنك المطالبة بالتعويض بموجب مخطط التعويض عن الإصابات الشخصية التي تم ارتكابها جنائياً. وسيتم تمويل ذلك من خلال وزارة العدل والمساواة وتديره محكمة التعويض عن الأضرار الجنائية. لطلب تعويض عن إصابة حدثت في دولة أخرى في الاتحاد الأوروبي، يتعين عليك الاتصال بمحكمة التعويض للحصول على معلومات حول كيفية المطالبة بالتعويض من الدولة العضو المعنية. لا يوجد حد زمني لتقديم مطالبة إذا أدت الإصابة إلى وفاة الضحية. في حالة عدم حدوث ذلك، يجب تقديم المطالبات في غضون 3 أشهر لتقديم مطالبة بالتعويض، يجب إكمال تقرير الشرطة.

#### طرق طلب المساعدة كضحية للجريمة
- المدافعون عن حقوق الإنسان في إيرلندا
- المجلس الأيرلندي الأيرلندي للحريات المدنية: [72] أيرلندا (زعيم الاتحاد ومجموعة أوروبا الغربية) المجلس الأيرلندي للحريات المدنية (1976)، المقر الرئيسي في دبلن ، ICCL هي هيئة مراقبة حقوق الإنسان المستقلة في أيرلندا ، والتي تراقب وتثقف وتنظم حملات حول حماية وتعزيز حقوق الإنسان في أيرلندا. ICCL هي الشريك الرئيسي في جستسيا JUSTICIA.
- تحالف حقوق الضحايا: [73] هو عبارة عن مجموعة من منظمات حقوق الضحايا وحقوق الإنسان في أيرلندا. وهم مسؤولون إلى حد كبير عن دعم حقوق الضحية وإنفاذها.
- اعرف حقوقك
- توجيهات الضحايا الصادرة عن الاتحاد الأوروبي: [74] مبادئ توجيهية لمن تأثروا بالجريمة. تحديد حقوق الضحايا والاستراتيجيات الممكنة وكيفية تقديم الشكاوى. (ملاحظة: اعتبارًا من شباط 2016، أخفقت أيرلندا في نشر مشروع قانون ضحايا الجريمة [المرجع: تحالف حقوق الضحايا]).
- خط مساعدة ضحايا الجريمة: [75] افهم ما هي حقوقك وكيف يتم حمايتها ، وكيفية التعامل مع آثار الجريمة وكذلك دعم الوكالات والمعلومات حول نظام العدالة الجنائية.

### إيطاليا
ويرد في قانون الإجراءات الجنائية الخطوط العريضة لحقوق الضحايا، التي تفصل أنه يحق للضحايا، أثناء مرحلتي الادعاء وإصدار الأحكام، أن يكونوا على علم بتطورات الدعاوى القضائية، وأن يقدموا أدلة في أي مرحلة من مراحل المحاكمة. وللضحايا أيضا الحق في معارضة طلب القاضي رفض الدعوى من قبل قاضي التحقيق الأولي وحماية حقوقهم من خلال الاستعانة بمحام للدفاع عن أنفسهم إذا لزم الأمر.
وتنص المادة 90 من قانون الإجراءات الجزائية على أنه يتم السماح للضحايا بتقديم ذكريات وبيانات مكتوبة في أي مرحلة من مراحل الإجراءات القضائية التي تشير إلى الأدلة. وعلاوة على ذلك، تنص المادة 3 من المادة 90 على أنه إذا مات الضحية نتيجة للجريمة، فإن سلطة الحقوق كما تنص عليها القانون يمكن أن يمارسها أقرباء الضحية.
ويمكن للضحايا الوصول إلى وكالات المساعدة التي تهدف أساسا إلى توفير تعويض كاف. ويحدد مبلغ التعويض ومصدره بطبيعة الجريمة وشدتها. فعلى سبيل المثال، يحق لضحايا الجريمة المنظمة والإرهاب الحصول على مبلغ يصل إلى 000 100 دولار من دولارات الولايات المتحدة من الدولة، في حين أن الضحايا الذين تعرضوا لضرر في الممتلكات أو الأضرار الطبية سيعوضهم مجرمو تلك الجريمة. وبالإضافة إلى ذلك، يمكن منح الضحية ذات الاحتياجات الخاصة مساعدة قانونية مجانية، والحصول على تعويض من التبرعات الخاصة ونسبة من الأجر الذي يحصل عليه السجناء العاملون المدانون من إدارة السجون. كما توفر وكالات مساعدة الضحايا خيار مرافقة الضحية في المحاكمة بموافقتها 

#### الضحايا الأطفال
ويعتبر الأطفال الذين تقل أعمارهم عن 16 عاماً من أكثر مجموعات الضحايا ضعفاً في إيطاليا. وتشمل بعض التحديات الأكثر انتشاراً التي يواجهها الأطفال في إيطاليا عمالة الأطفال والمشاركة القسرية في الجريمة المنظمة وأيضاً أن يصبحوا لاجئين بعد الفرار من وطنهم. على الرغم من أن الضحايا الصغار لديهم حقوق منصوص عليها صراحة في قانون العقوبات الإيطالي، إلا أن نظام العدالة الجنائية الإيطالي يفتقر إلى موارد داعمة مستمرة لحماية حقوق الأطفال.
لقد حددت المفوضية الأوروبية حقوق الضحايا وذكرت أنه سيتم تقييم جميع الضحايا بشكل فردي لتحديد الضعف. حيث يتم الافتراض دائمًا أن الضحايا الصغار معرضون للخطر ويتم إيلاء اهتمام خاص لفئات مثل ضحايا الإرهاب والجريمة المنظمة والاتجار بالبشر والعنف القائم على نوع الجنس والضحايا ذوي الاحتياجات الخاصة والعنف والاستغلال الجنسي. وعلاوة على ذلك، ووفقا لمكتب الأمم المتحدة المعني بالمخدرات والجريمة والمادة 609 من قانون العقوبات الإيطالي، يتعين مساعدة الأطفال ضحايا الاستغلال الجنسي طوال الإجراءات.
وتنص المادة 498 من قانون الإجراءات الجنائية الإيطالي على أن الفحص التحقيقي للطفل في المحكمة يجب أن يقوم به رئيس الأسئلة ويساعده أيضاً أحد أفراد الأسرة أو طبيب نفسي للأطفال.

### مالطا
وبعد صدور تقرير بتكليف من وزير العدل السابق كريس سعيد الذي عبر عن أسفه للحالة السيئة التي عومل فيها الضحايا، قدمت مالطا قانون ضحايا الجريمة (2015) في الثاني من أبريل من ذلك العام. وشدد التقرير على الحاجة إلى زيادة الموارد المخصصة لمكتب المساعدة القانونية، وقال إن الضحايا يجب أن يكونوا قادرين على الحصول على مزايا من الخدمة. حيث يوفر القانون الجديد مساعدة قانونية مجانية لضحايا الجرائم، حيث كان هذا متاحاً فقط للمتهمين قبل الموافقة عليه.
ووفقًا للدكتورة روبرتا ليبري، مديرة دعم الضحية في مالطا، هناك ثلاثة محاور أساسية في التشريع: المعلومات والدعم والحماية. من حيث المعلومات، يحق للضحايا الآن الوصول بسهولة إلى معلومات واضحة حول الإجراءات ذات الصلة، وما هي خدمات الدعم المتاحة، وكيفية الوصول إلى خدمات المساعدة القانونية، وكيفية الحصول على التعويض، وما إذا كان يحق لهم الحصول على خدمات الترجمة. يحق للضحايا الآن أيضاً الحصول على إقرار بشكوى، مع تحديد العناصر الأساسية للجريمة المعنية بالإضافة إلى المعلومات المستمرة حول قضيته أو قضيتها. علاوة على ذلك، إذا لم تقم الشرطة باستدعاء المشتبه به، يحق للضحية أن يتم إبلاغه بالقرار كتابةً.
وعندما يتعلق الأمر بالدعم، فإنه يحق للضحايا الآن استخدام خدمات الدعم مجاناً بعد تقييم الاحتياجات والمخاطر. تشمل خدمات الدعم أيضاً معلومات حول كيفية الحصول على معلومات حول الوقاية من المزيد من مخاطر الإيذاء، والحصول على المشورة بشأن الضرر العاطفي أو النفسي. السلطات المختصة ملزمة أيضاً بإبلاغ الضحايا بالطرق التي يمكن حمايتهم بها، مثل السعي للحصول على أمر حماية.
ويهدف التشريع في المقام الأول إلى السماح للضحايا بصوت أكبر، وربما العمل على تحقيق المصالحة بين الضحية والجاني من خلال تقليل مشقة الضحية. لأغراض القانون، الضحية هو الشخص الذي عانى من «أذى جسدي أو عقلي أو عاطفي أو خسارة اقتصادية نتجت مباشرة عن جريمة جنائية». وينطبق هذا أيضاً على أفراد عائلات الذين ماتوا كنتيجة مباشرة للجريمة. تسمح مثل هذه الأحكام الواسعة بالحصول على الفوائد من قبل العديد من الناس. من السابق لأوانه القول، مع ذلك، ما إذا كان التشريع الجديد قد تم تنفيذه بشكل فعال.

### ليتوانيا
ويوجد في ليتوانيا عدة آليات وطنية تتعلق بحقوق ضحايا الجريمة ودعمهم. تقدم كل من وزارة العدل ووزارة الخارجية وإدارة الشرطة في وزارة الداخلية المساعدة القانونية وتضع تدابير لحماية ضحايا الجرائم.
وفي عام 1996، اعتمد برلمان ليتوانيا قانونا ينص على حماية الأطراف فيما يتعلق بالجرائم الجنائية، حيث يمكن توسيع نطاقه ليشمل حماية ضحايا الجريمة وأسرهم من المزيد من الإيذاء. ووفقا لأساليب تعويض الضحايا، تسمح أحكام إضافية مثل المادة 107 بتعويض طوعي لضحايا الجريمة. وإذا لم يحدث ذلك، تنص المادة 110 على أنه يمكن للضحية أن توجه إلى الجاني دعوى مدنية، إذا كان ذلك له أثر مباشر أو غير مباشر. وعلاوة على ذلك، إذا لم يتمكن الجاني من تقديم تعويض للضحية، فإن المادة 118 تؤكد أن الدولة ستقدم تعويضا مقدما.
وبالإضافة إلى هذه الحقوق الممنوحة لضحايا الجريمة، فإن هناك العديد من المنظمات غير الحكومية العاملة داخل ليتوانيا لتقديم التسهيلات والدعم للضحايا. وتشمل هذه «رابطة رعاية ضحايا الجريمة في ليتوانيا». كارتياس ليتوانيا، مركز دعم الأشخاص المفقودين، مركز كلايبيدا للدعم الاجتماعي والنفسي، دار الطفل والمنظمة الدولية للهجرة - مكتب فيلنيوس.
وقد أجريت دراسات عن الحالة البدنية والنفسية واحتياجات الضحايا بعد التجريم، ولا سيما احتياجات ضحايا الاتجار. وتساعد هذه الدراسات إلى حد كبير على فهم المنظمات غير الحكومية لضحايا الجريمة ومساعدتهم على توفير قدر أكبر من الراحة أثناء عملية المحاكمة الجنائية، ونظام السجن، والعودة إلى الحياة اليومية 

### لاتفيا
لا يوجد في لاتفيا نظام شامل لدعم الضحايا، ولا توجد سياسة واحدة تشير إلى أن تطوير مثل هذا النظام سيعتبر أولوية في المستقبل القريب. ولكن وعلى الرغم من ذلك، يتضمن قانون الإجراءات الجنائية في لاتفيا فصلاً خاصاً مخصصاً للضحايا. ويلخص هذا الفصل الحقوق والالتزامات الإجرائية للضحايا.
ولكي يتم الاعتراف بالضحية في لاتفيا بموجب قانون الإجراءات الجنائية، يجب اتخاذ أربع خطوات. أولاً، يجب الشروع في إجراء جنائي. ثانياً، يجب أن تكون هناك معلومات توحي نتيجة للجريمة أن الشخص قد تعرض للأذى. ثالثاً، يجب أن يوافق الشخص الذي تعرض للضرر على أن يصبح ضحية في الإجراءات الجنائية. رابعاً وأخيراً، يجب على الشخص المسؤول عن الإجراءات الجنائية أن يعترف بأن الشخص ضحية. بمجرد أن تتم هذه الخطوات الأربع، ويتم إثبات أن الشخص ضحية، تكتسب الضحية حقوق الضحية.
يحصل ضحايا الجرائم في لاتفيا على المساعدة القانونية. إلا أنه غالباً ما تكون المساعدة القانونية باهظة الثمن بالنسبة للضحايا، فعلى الرغم من تسديد نفقات المساعدة القانونية من الجاني، يتعين على الضحية دفع التكاليف مقدماً في ذلك الوقت.
يعد تعويض الدولة، عن الضرر المعنوي أو المعاناة الجسدية أو الخسارة المالية ، متاحاً لضحايا أنواع معينة من الجرائم. وهذا يشمل حالات الجرائم الجنائية المتعمدة ، إذا أدت الجريمة إلى الوفاة ، أو إذا أدت الجريمة إلى إصابات جسدية خطيرة أو إذا لم يتم التعرف على مرتكب الجريمة وبالتالي لم يتم تحميله المسؤولية الجنائية. الحد الأقصى لمبلغ التعويض هو إعطاء الحد الأدنى من الأجور الشهرية والمبلغ الممنوح يعتمد على شدة الجريمة. في حالة الجريمة التي تسببت في وفاة الضحية ، يتم تعويض 100٪.

#### الاتجار بالبشر
لاتفيا هي دولة مصدر ووجهة من المستوى 2 حيث يتم الاتجار بالأشخاص من أجل الاستغلال الجنسي والعمل القسري. ولحماية حقوق ضحايا الاتجار، زادت حكومة لاتفيا من إمكانية الوصول إلى تدابير الحماية التي تمولها الحكومة، مثل منح ضحايا الاتجار الإقامة المؤقتة مقابل المشاركة في العملية القضائية ضد المتاجرين بالبشر. خلال فترة التحقيق هذه، يتم تقديم مساعدة حكومية للضحايا المؤهلين، والتي تبلغ 70٪ من الحد الأقصى لتعويض الدولة. يتم إحالة الضحايا الذين لا يستوفون معايير التأهيل إلى المنظمات غير الحكومية للحصول على المساعدة. علاوة على ذلك، يمكن للضحايا الذين ربما شاركوا بشكل مباشر أو غير مباشر في نشاط غير قانوني نتيجة للاتجار بهم تجنب الملاحقة القضائية. بالتقاطع مع قوانين الخدمات الاجتماعية والمساعدة، تضمن حكومة لاتفيا أيضاً إعادة التأهيل الاجتماعي لضحايا الاتجار بالبشر. كما أنشأت حكومة لاتفيا «خطة عمل لمكافحة الاتجار» للفترة 2014-2020 لتعزيز حقوق ضحايا الاتجار وزيادة الوعي بالجريمة.

### لوكسمبورغ
يوجد في لوكسمبورغ برنامج جيد التطور لخدمات دعم الضحايا من خلال خدمة دعم الضحايا التي تديرها الدولة (جزء من وزارة العدل). إنها واحدة من خمس دول أعضاء فقط حيث وزارة العدل هي المسؤولة الوحيدة عن توزيع هذه الخدمات. كما يتم إنفاذ حقوق الضحايا بشكل فعال خلال المراحل المختلفة لعملية العدالة الجنائية، بما في ذلك: أثناء التحقيق في جريمة، وأثناء المحاكمة وبعد المحاكمة. تنسق الدولة أيضاً مع المنظمات غير الربحية، بما في ذلك من خلال توفير الدعم المالي، من أجل المساعدة في تطوير الإصلاحات القانونية وتحسين التنسيق على المستوى الشعبي. فعلى سبيل المثال، تعمل إحدى هذه المنظمات، «النساء في محنة»، على تزويد النساء وأطفالهن والفتيات الصغيرات بحماية فعالة من العنف عن طريق مراكز الملاجئ والإعلام والاستشارة. من خلال هذه العملية، أصبحت لوكسمبورغ واحدة من تسع دول أعضاء فقط تفي بتوصية مجلس أوروبا بوجود مركز استشاري واحد لكل 50000 امرأة.
يمكن لضحايا الجرائم إبلاغ الشرطة أو المدعي العام مباشرة. لكن يجب تقديم التقارير بإحدى اللغات الرسمية في لوكسمبورغ: اللوكسمبورغية والفرنسية والألمانية. ويتوفر مترجم فوري مجاناً للأشخاص الذين لا يتحدثون هذه اللغات. تطبق فترات التقادم القانونية للإبلاغ. يمكن للضحايا أن يشاركوا بشكل مباشر في العملية من خلال التصرف كشهود والإدلاء بشهادتهم. المترجمون الفوريون مجانيون ويحق للضحايا أن يمثلهم محامون. يجب أن تخضع الشرطة لدورة إلزامية حول علم الضحايا والتي تديرها جزئياً «خدمة مساعدة الضحايا» (SAV). تلتزم الشرطة بإبلاغ الضحايا بحقوقهم في:
(ط) تلقي المساعدة من VSS ؛ (2) التعويض عن الأضرار ؛ (3) تلقي المساعدة القانونية (متوفرة عند استيفاء شروط معينة)؛ و (4) أن تكون على علم تام بحالة إجراءاتهم. وإذا لم يتم رفع القضية إلى المحكمة، فإنه يجب تقديم أسباب هذه النتيجة لمساعدة الضحية على اتخاذ قرار بشأن استئناف هذا القرار. 

#### تعويض
لصالح العدالة، تقدم لكسمبرغ تعويضات للضحايا الذين عانوا من إصابات جسدية من جراء الجريمة. يتم دفع التعويض فقط في الحالات التي لا يتمكن فيها الضحايا من الحصول على تعويض مناسب من التأمين أو الضمان الاجتماعي أو من الجاني. في عام 2012، تم دفع أكثر من 405000 يورو كتعويض. وقد تجاوز هذا المبلغ المدرج في الميزانية والبالغ 350.000. يجب الشروع في طلب التعويض في غضون عامين من وقوع الجريمة ويتم توجيهه إلى وزارة العدل. ستجتمع بعد ذلك لجنة مشكلة من قاضٍ وموظف مدني رفيع المستوى بوزير العدل ومحامي داخل مقدم الطلب لتقييم ما إذا كان الطلب ناجحاً. كان الحد الأقصى للمبلغ الذي يمكن منحه اعتباراً من عام 2009 هو 63.000 يورو. على سبيل الاستئناف، يمكن رفع دعوى قضائية ضد الدولة أمام «محكمة التحكيم» في لوكسمبورغ أو ديكيرش.

#### التوجيه 2012/29/EU
يسعى (التوجيه 2012/29/EU) إلى ضمان تمتع جميع ضحايا الجريمة بحقوق ودعم وحماية أفضل في جميع أنحاء أوروبا. طُلب من الدول الأعضاء، بما في ذلك لوكسمبورغ، تنفيذ شروط التوجيه في التشريعات الوطنية بحلول 16 تشرين الثاني 2015. ومع ذلك، فإن ما يقرب من 60٪ من هؤلاء قد فشلوا في الامتثال لمتطلبات توصيل النصوص التشريعية التي تنقل التوجيه إلى اللجنة. نظراً لأن لوكسمبورغ هي واحدة من هذه الدول، فلديها الآن قضية انتهاك مفتوحة ضدها.

#### الخطوط الساخنة
لقد نفذت حكومة لوكسمبورغ خطين هاتفيين ساخنين لمساعدة ضحايا الجرائم. الأول، الذي يساعد الضحايا بشكل عام، يمكن الوصول إليه على +352475821-628 / 627. أما الثاني، موجه بشكل خاص للشباب والأطفال، ويمكن الوصول إليه على +352 12345. مزيد من الدعم متاح عبر الإنترنت.

### هولندا
لقد شهدت العدالة الجنائية في هولندا حقبة إصلاح مع تركيز أكبر على حقوق ضحايا الجريمة. في عام 1987، تم وضع إصلاح جديد موجه للضحايا يجب أن يؤخذ في الاعتبار اهتمام الضحية خلال جميع عمليات نظام العدالة الجنائية. أدى إصلاح القانون الجنائي في نظر الضحايا إلى وضع أنظمة لصالح حقوق الضحايا. حيث تسمح العناصر الإجرائية المختلفة بتعويض الضحايا والالتزام المؤسسي بحماية حقوق الضحايا من خلال عمل الشرطة والإجراءات الجنائية وإعادة تأهيل الضحايا.
وفي الممارسة العملية، تخضع جميع المؤسسات الرسمية لمراقبة أمين المظالم الوطني. وإذا شعر ضحايا الجريمة بأنهم عوملوا معاملة غير عادلة ولم تكن القواعد المتعلقة بالضحايا محمية على النحو الصحيح، فإنهم قادرون على رفع شكوى إلى أمين المظالم. وفي ضوء ذلك، تفرض هولندا مستويات من تعويضات الدولة، التي تقدم دفعة «لمرة واحدة»، وقد تم إضفاء الطابع المؤسسي عليها منذ عام 1974.
ولمزيد من دعم الضحايا، تعمل العديد من المنظمات غير الحكومية داخل هولندا على المستوى المحلي وتقدم الرعاية لضحايا الجرائم من خلال تقديم الدعم العاطفي والمشورة العملية والمشورة القضائية. يظهر مثال على هذا الدعم في وكالة Slachtofferhulp الوطنية التي تمولها الحكومة جزئياً وتقدم المساعدة للضحايا في مجموعات محددة ولضحايا الجريمة بشكل عام.

### بولندا
إن معدلات العنف المنزلي مرتفعة للغاية في بولندا، وذلك بسبب عدد من العوامل. حيث إن بعد مسح النساء البولنديات، وجد أن ما يصل إلى واحدة من كل ست نساء، من مختلف الخلفيات والفئات العمرية، كانوا ضحايا للعنف المنزلي. فشل نظام العدالة الجنائية البولندي في مساعدة هؤلاء الضحايا بشكل فعال ولا يأخذ قضاياهم على محمل الجد. لسوء الحظ، يتلقى العديد من الجناة أحكاماً مع وقف التنفيذ فقط وغالباً ما تعتمد شريكاتهم مالياً عليهم ويجب أن يستمروا في العيش معهم. علاوة على ذلك، لا تثق السلطات في النساء اللواتي يبلغن عن العنف الأسري. لا تفي بولندا بالتزاماتها بموجب القانون الدولي لحقوق الإنسان، فيما يتعلق بحقوق ضحايا العنف المنزلي.
ومن أجل تحسين حقوق ضحايا العنف المنزلي في بولندا، فقد تم تقديم برنامج البطاقة الزرقاء كوسيلة لتوحيد تفاعل الشرطة مع أولئك الذين يشاركون في حالات العنف المنزلي، بما في ذلك أسرة الضحية. يمكّن هذا البرنامج الأشخاص الذين يُدّعى أنهم ضحايا للعنف المنزلي (DV) من الوصول إلى خدمات المشورة والدعم والتعويضات. المجهول أو الشك في DV يكفي لإصدار «البطاقة الزرقاء - B». تتكون البطاقة الزرقاء - ب من كتيب يشرح بالتفصيل المزيد من الإجراءات ضد العنف، ويساعد ويدعم المركز القريب، وينطبق على بولندا بأكملها. تشير كفاءة مراكز الدعم إلى زيادة إيجابية في الأفراد الذين يحضرون مراكز دعم الضحايا، إلا أنها لا تشير إلى انخفاض في حدوث DV. في عام 2000 أطلقت وزارة العدل في بولندا فكرة «أسبوع دعم الضحايا»، المرتبط باليوم الدولي لضحايا الجريمة عن طريق العنف المنزلي.
وتوسعت مراكز دعم الضحايا العامة منذ عام 2012 بعد تنفيذ المهام المنصوص عليها في المادة 11 من توجيه وزارة العدل.  ويشمل هذا التنفيذ تغطية تكاليف الخدمات الصحية والمنتجات الطبية والتعليم الثانوي أو المهني والإقامة المؤقتة والمرافق الأخرى.  أما الجوانب الضعيفة لا تزال تشمل ؛ الدعم غير المتكافئ على أساس وطني في المقاطعات التي تصل إلى أبعد من ذلك ، وتطوير المشروع غير الموحد والأعداد غير الكافية لتقديم المساعدة ، من الناحية القانونية والنفسية.  ومع ذلك ، يجب الاعتراف بالجوانب القوية ، بما في ذلك إنشاء شبكات للدعم التواصلي والمتبادل ، وكذلك إنشاء صناديق المساعدة والتعويض القانوني. 

### البرتغال
وفي البرتغال، يتمتع ضحايا الجريمة (السياح والمواطنون الوطنيون على السواء) ب 6 حقوق فورية؛ الحق في الحصول على المعلومات، والحق في تلقي بيان الشكوى، والحق في الترجمة، والحق في التعويض عن المشاركة في العملية وسداد النفقات، والحق في التعويض من مرتكب الجريمة، والحق في التعويض من الدولة البرتغالية.
ويتم تعريف ضحية الجريمة على النحو التالي: أن يكون «قد لحق به ضرر نتيجة حادث يشكل جريمة بموجب القانون الوطني». أثناء الدعاوى القانونية، ويمكن للضحية في البرتغال القيام بدورين: كمساعد، حيث يتعاون مع المدعي العام في الإجراءات، أو كطرف مدني، حيث يتصرف فقط لتقديم أدلة لدعم المطالبة بالتعويض
وتقدم الحكومة البرتغالية عدة سبل لمساعدة ودعم ضحايا الجريمة، مثل: اللجنة الوطنية لحماية الأطفال والشباب المعرضين للخطر، والمديرية العامة للشؤون الاجتماعية، والرابطة البرتغالية لدعم الضحايا، ولجنة المساواة ومكافحة التمييز العنصري، والنافذة المفتوحة - دعم ضحايا العنف المنزلي.

### سلوفاكيا
تعد سلوفاكيا دولة حيث المجموعات المستهدفة المختلفة، ولا سيما الشابات، وكذلك الرجال وذوي الاحتياجات الخاصة وغير المتعلمين والعاطلين عن العمل معرضون عادة لأمثال فرص العمل الدولية الملفقة؛ وهذا بدوره يزيد من احتمالية وقوعهم ضحية للاتجار بالبشر. ينتهي الأمر بالعديد من السلوفاكيين إلى الترحيل إلى بلدان تهريب نشطة للغاية؛ مثل «ألمانيا والنمسا والمملكة المتحدة وأيرلندا وسويسرا وبولندا». سلوفاكيا دولة بارزة لديها ضحايا على وجه التحديد من بلغاريا ورومانيا وفيتنام وأوكرانيا ومولدوفا. ثم يُنقل الأشخاص من هذه البلدان رغماً عنهم، ويُجبرون على ممارسة الجنس والبغاء.
واتخذت حكومة الجمهورية السلوفاكية خطوات عدة للتصدي لمكافحة الاتجار بالبشر. ففي عام 2005، تم الشروع في خطة عمل لاتخاذ خطوات «لمراقبة وتنسيق» نشاط تجارة الرقيق. وتم تحسين هذا الإجراء بشكل أكبر مع تنفيذ «البرنامج الوطني لمكافحة الاتجار بالبشر لعام 2011 للأعوام 2011-2014» . التحسينات المتعلقة بتحقيق حل فعال لمكافحة الاتجار بالبشر. بالإضافة إلى ذلك، كان التركيز محاطاً بضمان الدعم والرعاية المناسبين للضحايا الخاضعين. ويشمل ذلك تلقي الضحايا «رعاية شاملة» وإعدادهم للعودة إلى وطنهم.

### سلوفينيا
يوجد في سلوفينيا حاليًا معدل جريمة منخفض جدًا (30.75 و 7.32 حالة اغتصاب لكل مليون شخص، من عام 2010).
لقد نظمت سلوفينيا حقوق ضحايا الجريمة أثناء الإجراءات القانونية في قانون الإجراءات الجنائية. قبل تقديم هذا القانون، كان ضحايا الجريمة لا يزالون مستحقين للتعويض بموجب القانون المدني. وفي عام 2005، دخل قانون حماية الشهود وقانون تعويض ضحايا الجرائم وقرار منع الجريمة ومكافحتها حيز التنفيذ. يركز القرار بشكل خاص على حماية حقوق الإنسان والحريات الأساسية، فيما يتعلق بضحايا الجريمة. يشمل تعريف سلوفينيا للضحايا العائلات المباشرة للطرف المصاب.
ويحق للضحايا: أن يتم الاستماع إليهم أثناء الدعاوى، والإدلاء بشهادتهم، وطرح الأسئلة على الشهود والخبراء المعنيين، والتعرف على جميع الحقوق، وللطرف المتضرر، والحق في فحص الأدلة المادية المقدمة. كما يحق لهم الحصول على مترجم لتجنب الصعوبات اللغوية. حيث تعد اللغة السلوفينية هي اللغة الوطنية، ولكن يتم التحدث بالإيطالية والهنغارية أيضًا في مناطق معينة من سلوفينيا. وللمطالبة بالتعويض إما من خلال الإجراءات الجنائية أو من خلال دعوى مدنية إذا لزم الأمر لتجنب التأخير.
أما في بعض الجرائم الجنائية، مثل الاعتداء الجنسي أو سوء المعاملة وإهمال القاصرين أو الاتجار بالبشر، فإنه يُطلب من الطرف المصاب القاصر أن يكون لديه سلطة محددة لرعاية حقوقه، وتنطبق بعض الشروط على إجراءات التحقيق، مثل منع الجاني من التواجد في قاعة المحكمة في نفس الوقت مع الجاني القاصر أثناء الدعاوى.
حماية الشهود: إذا كانت السلامة الجسدية للضحية و / أو أسرهم المباشرة معرضة للخطر أثناء الدعاوى الجنائية ، فيحق لهم الحصول على أكبر قدر ممكن من الحماية في مرحلة ما قبل المحاكمة وأثناء وبعد اكتمال الإجراء. داخل الشرطة السلوفينية، حيث تشرف وحدة حماية الأشخاص المعرضين للخطر على وجه التحديد على حماية الشهود بموجب قانون حماية الشهود. كما يتم تشجيع الوحدة على التعامل مع المنظمات غير الحكومية إذا لزم الأمر من أجل تقديم المساعدة النفسية والقانونية المناسبة للأشخاص المحميين، بشكل منفصل عن أشكال التعويض الأخرى التي قد يتلقونها. كما تسمح الوحدة باتخاذ تدابير بديلة أثناء الإجراءات ، على سبيل المثال تقديم الأدلة عبر الفيديو كونفرنس. وهي واردة في الجريدة الرسمية لجمهورية سلوفينيا ، وكذلك قانون الالتزام الذي يتعلق على وجه التحديد بحقوق ضحايا العنف الإرهابي في سلوفينيا.
أما فيما يخص قانون الالتزام فيما يتعلق بضحايا العنف الإرهابي: في حالة حدوث عنف إرهابي، ينص قانون الالتزام على أن الدولة، أو الشخص الذي كان يجب أن يمنع الضرر (اعتمادًا على ما إذا كان هناك فشل على مستوى الولاية أو فردي)، هو المسؤول عن تعويض الضرر بالضحايا، ومسؤول عن الأضرار. ستظل المسؤولية سارية بغض النظر عما إذا كان الشخص أو الدولة التي كان ينبغي أن تمنع العنف ، فعلت كل ما في وسعها لمنعه. تنطبق هذه القواعد أيضًا على أعمال العنف التي تحدث أثناء المظاهرات أو التجمعات العامة.
أما بالنسبة لضحايا الجرائم في سلوفينيا، فهناك العديد من المواقع الإلكترونية المخصصة لمساعدة الضحايا على فهم عملية الحصول على تعويض مثل الشبكة القضائية الأوروبية (سيتم تحديثها قريبًا إلى بوابة العدالة الإلكترونية الأوروبية). يتم هنا تحديد العملية بوضوح بما في ذلك شروط التقدم للحصول على تعويض ، والمساعدة القانونية المتاحة وشكل ومقدار الأدلة المطلوبة. من الأمور التي تشغل بال حكومة سلوفينيا بشكل خاص حماية حقوق المرأة. لحماية حقوق المرأة بموجب القانون السلوفيني ، توجد المادة 14 من دستور سلوفينيا التي «تضمن لكل فرد المساواة في حقوق الإنسان والحريات الأساسية» و «المساواة أمام القانون» وكذلك المادة 53 التي تنص على أن «الزواج يقوم على المساواة بين الزوجين» و«الدولة تحمي الأسرة»، المادة 141 من القانون الجنائي«انتهاك الحق في المساواة»، وكذلك قانون 2002 بشأن تكافؤ الفرص بين المرأة والرجل الذي يفرض العقوبات على جميع الأشخاص ، وخاصة المسؤول الذي يمكن أن يسجن لمدة تصل إلى ثلاث سنوات بسبب التمييز. كما أنشأت الحكومة السلوفينية مكتبًا لتكافؤ الفرص لإدارة القوانين المتعلقة بتكافؤ الفرص والمشاركة في الأنشطة التي تركز على مجالات مثل إشراك المرأة في الحياة السياسية والعنف ضد المرأة.

### إسبانيا
يتوفر لضحايا الجرائم في إسبانيا عدد من السبل المتاحة لهم للحصول على تعويض أو مساعدة قانونية عن الأضرار التي لحقت بهم. تعد وزارة العدل  هي الهيئة الحكومية المسؤولة عن منح تعويضات للضحايا. بالإضافة إلى أنها مسؤولة عن المساعدة القانونية للدولة ، ولديها إدارة منفصلة لحماية ضحايا الجرائم المتعلقة بالإرهاب.
أما خارج وزارة العدل، فهناك منظمات مثل مكتب مساعدة ضحايا الجرائم في برشلونة ، ورابطة ضحايا الإرهاب ، ورابطة 11-M لضحايا الإرهاب ، والرابطة الوطنية لضحايا الجرائم العنيفة (التي تقدم المساعدة النفسية والمتخصصة في مساعدة ضحايا العنف المنزلي). كل هذه الجمعيات قادرة على المساعدة في المساعدة القانونية وتقديم معلومات عامة للأشخاص المتضررين من الجريمة حول حقوقهم. 
أما إذا كنت مواطنًا أجنبيًا ضحية جريمة في إسبانيا ، فيجب عليك الاتصال بسفارة أو قنصلية بلدك في أقرب وقت ممكن.

#### إجراء قانوني
في محاكمة جنائية في إسبانيا ، فإنه يمكن للضحية أن يختار المشاركة في المحاكمة إما كشاهد أو «كمدعي عام خاص» («acusación خاصة») والذي يمنحه حقوقًا ومسؤوليات إضافية ، ويجعله طرفًا رسميًا في التجربة. 
وإذا كنت ترغب في المطالبة بالتعويض في إسبانيا، فإنه يجب عليك تقديم نموذج طلب إلى وزارة المالية ، ويجب تقديم «طلب مساعدة» منفصل إلى وزارة الاقتصاد والمالية. ستكون هناك بعد ذلك جلسة استماع ، وسيقدم محامي الولاية تقريرًا للنظر فيه. خلال جلسة الاستماع ، يجب أن يثبت الضحية أنه كان قانونيًا في إسبانيا وقت ارتكاب الجريمة. إذا كنت مواطنًا أجنبيًا وترغب في التقدم بطلب للحصول على تعويض ، فيجب عليك تقديم أدلة أثناء الاستماع إلى المواقف التي قدم فيها بلدك الأم تعويضًا مماثلًا للمواطنين الإسبان - ويشار إلى ذلك باسم «إثبات المعاملة بالمثل». 

#### تعويض
لن يتم منح التعويض إلا بعد انتهاء المحاكمة الجنائية وإدانة الجاني. وفي حالات استثنائية ، يجوز للضحية أو أفراد أسرة الضحية المطالبة بتعويض طارئ قبل انتهاء المحاكمة ، إذا كان من الممكن التحقق من وضعهم «غير المستقر» من قبل السلطة المختصة.  لا ينص القانون الإسباني على الحد الأقصى لمبلغ التعويض الذي يمكن منحه ، ولكنه يحدد الحد الأقصى للمبلغ للفرد بناءً على عوامل مختلفة. يتم تحديد مبلغ التعويض الذي يحق للضحية أو المستفيدين منها على أساس الحد الأدنى للراتب الشهري للضحية ، والآثار النفسية والجسدية السلبية التي يعاني منها الضحية كنتيجة مباشرة للجريمة. يتم أخذ الوضع المالي للضحية ، وعدد الأشخاص الذين يعتمدون على الضحية ، وتكلفة العلاج والرعاية الصحية النفسية في الاعتبار عند تحديد مقدار التعويض الممنوح.  يمكن منح تعويض لتغطية النفقات الطبية ونفقات الصحة العقلية والأجور المفقودة للضحايا المعاقين والأجور المفقودة لمُعالي ضحايا القتل ونفقات الجنازة والدفن. يتم دفع مبلغ التعويض من قبل الجاني ، وإذا لم يكن قادرًا على الدفع ، فستقوم الحكومة الإسبانية بتغطية المبلغ - ولكن إذا كانت خسائر الضحية مغطاة بالتأمين (أي في ظروف السرقة)، فلن تكون مؤهلاً للحصول على تعويض. 

#### توجيهات بشأن حقوق الضحايا
ووفقًا للتوجيه الأوروبي بشأن حقوق الضحايا ، تُظهر إسبانيا امتثالها للتوجيهات. ومع ذلك، يمكن أن تكون المعلومات الخاصة بضحايا الجرائم للمواطنين وغير المواطنين صعبة للغاية بسبب المواقع المتخصصة لكل منظمة. بالمقارنة، نفذت المملكة المتحدة موقعًا إلكترونيًا سهل الاستخدام لضحايا الجريمة مما يجعل الوصول إلى المعلومات الخاصة بحقوق الضحايا أكثر سهولة. حيث يمكن لنظام مماثل أن يساعد بشكل أفضل ضحايا الجريمة في إسبانيا من خلال خلق الوعي بحقوقهم.

### السويد
لقد تم سن قوانين مختلفة تتناول جرائم الضحايا منذ منتصف الثمانينيات فصاعدًا في السويد. ففي عام 1988 وحده، صدقت السويد على الاتفاقية الأوروبية المتعلقة بتعويض ضحايا جرائم العنف وتمرير قانون حظر الزيارة الخاص بمحامي الأطراف المتضررة في عام 1988.  يجوز تمثيل ضحايا الجرائم كمستشار قانوني طوال العملية القانونية بموجب أحكام القانون الأخير. وبموجب القانون الحكومي لعام 1994 «ضحايا الجريمة تحت المجهر»، صُممت أحكام مختلفة لتحسين حالة ضحايا الجريمة.  على سبيل المثال ، يسمح صندوق ضحايا الجرائم الذي تم إنشاؤه مع هيئة تعويض ودعم ضحايا الجرائم بتقييم تعويضات الدولة وتقديم الدعم الاقتصادي للبحث والتعليم والمعلومات حول ضحايا الجريمة ، والتي يتم تمويلها من خلال عدد قليل من الأشخاص المفروضين في كل شخص مدان بجريمة يعاقب عليها القانون. السجن. 
لقد أصبح ضحايا الجريمة مجال مسؤولية منفصل للخدمات الاجتماعية السويدية في عام 2001 من خلال قانون الخدمة الاجتماعية. فعلى الرغم من عدم تعزيز حقوق ضحايا الجريمة في الواقع وعدم زيادة التكاليف في ذلك الوقت ، فقد كان بمثابة إعادة توجيه معياري لقانون الخدمات الاجتماعية نحو نظرة شاملة والحق في المساعدة حسب الحاجة. 

#### الوساطة بين الضحية - الجاني
يلتزم التعدد في السويد بتقديم الوساطة، فبناءً على مبادئ العدالة التصالحية ، للمجرمين الذين تقل أعمارهم عن 21 عامًا. في الوقت نفسه ، يُعرض على الجناة فرصة الاعتذار العميق عن أفعالهم وتخليص أنفسهم. التوقع هو أن الوساطة لديها القدرة على الحد بشكل كبير من حالات العودة إلى الإجرام. 
لقد تطور نظام الوساطة في السويد بشكل مستقل عن أي إجراء لصنع القرار السياسي في النصف الثاني من الثمانينيات.  في عام 1998، تم تحليل دور الوساطة في نظام العدالة للمجرمين الشباب من قبل لجنة الوساطة التي أسست بعد ذلك توصياتها السياسية للإصلاحات التشريعية بشأن دراسات التقييم هذه في عام 2000.  تم الاعتراف بالوساطة رسميًا في عام 2002 بموجب قانون الوساطة (القانون السويدي للقوانين ، 2002: 445)، حيث تم شرح هدف الوساطة في القسم 3 على النحو التالي:
تحدث الوساطة لمصالح الطرفين. الهدف هو تقليل الآثار السلبية للجريمة المرتكبة. تهدف الوساطة إلى المساعدة في زيادة فهم الجاني لعواقب الجريمة. في الوقت نفسه ، تُمنح الفرص للضحايا لمعالجة التجربة المؤلمة وأخيراً بطريقة شاملة. يوفر القانون فرصة للضحايا للتعبير عن احتياجاتهم العاطفية والتعامل معها في محاولة لمنع الأعراض المتكررة للقلق وتشويه الصورة الذاتية وفقدان احترام الذات والثقة بالنفس نتيجة التعرض للضحية. 
إن الوساطة هي إحدى العمليات الإجرائية العديدة المتاحة للمدعي العام ، وقد يُنظر إلى الحكم على الجاني بالوساطة كعقوبة مخففة حيث يستفيد الجاني.  نقد آخر هو أن الوساطة ستزيد من انتهاك سلامة الضحية ورفاهيتها. 

### رومانيا

#### الاتجار بالبشر
يعد الاتجار بالبشر في رومانيا قضية بارزة. حيث تُستخدم الدولة كـ «بلد مصدر وعبور ووجهة للرجال والنساء والأطفال المعرضين للاتجار بالعمالة والنساء والأطفال المعرضين للاتجار بالجنس»،  مما يعني أن العديد من الضحايا في مراحل مختلفة من الاتجار إما يتم اصطيادهم من ، تم استغلالها أو نقلها إلى الأراضي الرومانية. ومن الأمور الواعدة أن الأرقام كانت في تناقص في السنوات الأخيرة (في عام 2005 كان هناك 2551 ضحية مسجلة للاتجار بالبشر ، وفي عام 2009 كان هناك 780)  ربما بسبب آليات مثل الوكالة الوطنية لمنع الاتجار بالأشخاص ولرصد المساعدة الممنوحة لوكالة ضحايا الاتجار بالبشر ، والتطبيقات القانونية مثل القانون 678/2001 (مكافحة الاتجار بالبشر)؛ GD 299/2003 (القواعد المعيارية لتطبيق القانون 678)؛ قانون 211/2004 (حماية الضحايا) و GD 1654/2006 للموافقة على الاستراتيجية الوطنية لمكافحة الاتجار بالموافقة على الاستراتيجية الوطنية لمكافحة الاتجار بالبشر 2006-2010).  كما شرعت رومانيا في الآليات القانونية الدولية مثل اتفاقية الأمم المتحدة لمكافحة الجريمة المنظمة عبر الوطنية واتفاقية مجلس أوروبا بشأن العمل ضد الاتجار بالبشر ، مما يدل على بذل جهود واعية للقضاء على الاتجار بالبشر داخل الدولة. تظهر هذه الآليات أن رومانيا تتخذ خطوات نشطة نحو ضمان أن يعيش جميع الأفراد حياة خالية من الاستغلال.

#### جرائم عنيفة
بين عامي 2004-2011، لقد قُتل 800 شخص نتيجة جرائم العنف المنزلي 
حيث يتم تقديم المشورة النفسية لضحايا محاولة القتل والقتل والضرب وغيرها من الجرائم الجنائية العنيفة. يتم تقديم الاستشارة مجانًا لمدة تصل إلى 3 أشهر و 6 أشهر للضحايا الذين تقل أعمارهم عن 18 عامًا. يمكن أيضًا تقديم أشكال أخرى من المساعدة من قبل المنظمات غير الحكومية ، المستقلة أو المشاركة ، عن طريق الإحالة.
وعند تقديم الطلب ، يتم تقديم المساعدة القانونية المجانية لعدة فئات من الضحايا. وتشمل العوامل التي تؤخذ في الاعتبار خطورة الجريمة المرتكبة والوضع المادي للضحية. يتم تقديم المساعدة القانونية المجانية للضحايا المباشرين لجرائم العنف أو الجرائم الجنسية الخطيرة (مثل القتل ، أو الأذى الجسدي الخطير ، أو الاغتصاب ، أو الانحراف الجنسي المرتكب ضد قاصر). بالإضافة إلى ذلك ، يمكن أيضًا منح الضحايا غير المباشرين لهذه الجرائم ، مثل أفراد الأسرة المقربين ، مساعدة قانونية مجانية. بالنسبة لأي من الجرائم المذكورة أعلاه ، تُمنح المساعدة القانونية المجانية إذا كانت الجريمة قد ارتكبت داخل الأراضي الرومانية ، أو إذا كانت الضحية مواطنًا رومانيًا أو مواطنًا أجنبيًا يعيش بشكل قانوني في رومانيا ويتم إجراء المحاكمة الجنائية داخل رومانيا. 
وقبل بدء العمل بالقانون 211/2004، عندما ظل مرتكب الجريمة مجهولاً أو معسراً أو مفقوداً ، كانت «تكاليف» الجريمة تتكبدها الضحية وحدها. حاليًا ، عند تقديم الطلب ، قد يتم منح الضحية تعويضًا ماليًا عن جرائم العنف والجنس الخطيرة.
وأدت ولادة الوكالة الوطنية لحماية الأسرة (NAFP) إلى زيادة الدعم لضحايا العنف المنزلي. وساعدت الوكالة في إقامة ملاجئ لضحايا العنف الأسري ، ومراكز تعافي لضحايا العنف ، ومراكز مساعدة للمعتدين.

### المملكة المتحدة
وفي عام 1974، تم إنشاء جمعية دعم الضحايا الخيرية في بريستول ، وذلك من أجل تقديم المساعدة والدعم لضحايا الجريمة على المستويين المحلي والوطني. يقدم المتطوعون والموظفون المدربون دعمًا مجانيًا وسريًا وعمليًا وعاطفيًا للأشخاص المتضررين من الجريمة في إنجلترا وويلز. تقدم المؤسسة الخيرية الدعم لنحو مليون ضحية للجريمة كل عام. قد يطلب الأشخاص مساعدة عملية أو عاطفية ، على سبيل المثال ، جعل منزلهم آمنًا بعد السطو ، أو التقدم بطلب للحصول على تعويض من هيئة تعويض الإصابات الجنائية ، أو إعادة السكن ، أو طلب المشورة من خلال طبيب عام.
وكما يوفر دعم الضحايا خدمات متخصصة ، مثل: «خدمة جرائم القتل» الوطنية ، ومساعدة الأسر التي فُقدت بسبب القتل أو القتل العمد ، والخدمات المحلية التي تساعد ضحايا العنف المنزلي أو الجنسي ، والاستغلال ، والسلوك المعادي للمجتمع ، أو جرائم الكراهية ، على المستوى المحلي. خدمات لضحايا الجريمة من الشباب ، بما في ذلك الدعم المتخصص للأطفال الذين يتعين عليهم الإدلاء بشهاداتهم في المحكمة ولضحايا الاستمالة مؤخرًا ، واستخدام العدالة التصالحية لمساعدة الضحايا.
وفي اسكتلندا وأيرلندا الشمالية ، يتم تقديم خدمات مماثلة من قبل المؤسستين الخيريتين لدعم الضحايا في اسكتلندا و Victim Support NI.

## إعلان الأمم المتحدة
في عام 1985، تبنت الأمم المتحدة إعلان المبادئ الأساسية للعدالة لضحايا الجريمة وإساءة استخدام السلطة ،  الذي يحدد أفضل الممارسات الدولية لمعاملة ضحايا الجريمة. يقر التقرير بالتزام الجاني بتقديم تعويض عادل إلى ضحيته ، ويقر بأن الضحايا يحق لهم الحصول على معاملة عادلة والوصول إلى آليات العدالة ، ويلفت الانتباه بشكل عام إلى الحاجة إلى حقوق الضحايا في إجراءات العدالة الجنائية. تشمل أحكام الأمم المتحدة الأخرى التي تمس حقوق الضحايا (1) العهد الدولي الخاص بالحقوق المدنية والسياسية ؛ (2) اتفاقية القضاء على جميع أشكال التمييز ضد المرأة (سيداو). و (3) اتفاقية حقوق الطفل. تم التصديق على العهد الدولي الخاص بالحقوق المدنية والسياسية من قبل 172 دولة، بما في ذلك الولايات المتحدة وكندا وروسيا وفرنسا. ويتضمن الأحكام التالية المتعلقة بحقوق الضحايا: 
- الحقوق التي يجب حمايتها من الأذى ، والتي تفرض التزامات على الحكومات بأن يكون لديها أنظمة عدالة جنائية فعالة (المادة 6.1، المادة 7، والمادة 17)
- الحقوق التي يجب الاعتراف بها والمعاملة على قدم المساواة أمام القانون (المواد 2 و 3 و 16 و 26)
- الحق في عدم التمييز (المادة 2)
- الحق في الانتصاف والوصول إلى العدالة (المادتان 2 و 14)
- حقوق الإجراءات القانونية الواجبة (المواد 9 و 10 و 14 و 15)

وفي عام 2008، نشرت هيومن رايتس ووتش تحليلاً يقارن قوانين حقوق الضحايا في الولايات المتحدة بالمعايير الدولية لحقوق الإنسان. وجد هذا التقرير ، الذي يحمل عنوان «نتائج مختلطة: سياسة الولايات المتحدة والمعايير الدولية بشأن حقوق ومصالح الجريمة»، أنه «في حين أن السلطات القضائية الأمريكية ، الفيدرالية وحكومية ، قد أحرزت تقدمًا كبيرًا في العقود الأخيرة ، يمكن عمل المزيد لضمان ذلك يتم الحفاظ على حقوق الضحايا ومصالحهم المشروعة».  ينص التقرير على أن الولايات المتحدة يجب أن تستخدم المبادئ الأساسية للأمم المتحدة كدليل لتوجيه قوانينها وسياساتها. بالإضافة إلى ذلك ، توصي بأن تتبنى الولايات المتحدة سياسات من شأنها: (1) إزالة القيود التعسفية على تعريف «الضحية» في قوانين الولايات والقوانين الفيدرالية. (2) توسيع الوصول إلى خدمات وتعويض الضحايا ؛ و (3) «الحفاظ على معايير جمع الأدلة والحفاظ عليها وإنفاذها ، ولا سيما أدلة أدوات الاغتصاب».  كما أوصى التقرير الولايات المتحدة بالتصديق على اتفاقية القضاء على جميع أشكال التمييز ضد المرأة واتفاقية حقوق الطفل. 

## انتقادات لنهج تضمين الضحية
إن هناك ثلاثة انتقادات رئيسية لحركة حقوق الضحايا ، والنهج المصاحب لإدراج الضحايا في العدالة الجنائية.
1. بعض الادعاءات بأن التضمين المقترح لحقوق الضحايا سيقوض بشكل مباشر حقوق المدعى عليه ، لأن وصف المتهم بأنه «ضحية» يفترض مسبقًا أن الجريمة المزعومة حدثت بالفعل حتى قبل أن يثبت أن هذا هو الحال في محكمة قانونية.[137]
2. يرى البعض أن حقوق الضحايا تمس بتقدير النيابة العامة.[138]
3. يجادل البعض بأن مشاركة الضحايا ستركز بشكل غير لائق الإجراءات الجنائية على الانتقام والعاطفة الشخصية.[139]

أما فيما يتعلق بآخر هذه الانتقادات ، فقد لوحظ أن الضحايا الذين يسعون إلى «إغلاق» قد يروجون لنتائج متنوعة مثل القصاص من ناحية ، والتسامح من ناحية أخرى ، والنظام القانوني غير ملائم لتوفير الرضا العلاجي في كلتا الحالتين . 
ويرد مؤيدو حقوق الضحايا بالنواة إلى أن حقوق الضحايا في الخصوصية والحماية والمشاركة هي حقوق مدنية تضمن أن يكون الضرر الفردي من بين الأضرار التي يعترف بها النظام، وأن هذه الحقوق تتيح لها التعبير عن رأيها في هذه العملية، وليس حق النقض في السلطة التقديرية للإنفاذ. ويستشهد المؤيدون أيضا بقدرة المحاكم الجنائية الراسخة على منح حقوق للمشاركين غير المدعى عليهم (مثل وسائط الإعلام)، مما يشير إلى أن التوفيق بين مصالح الضحايا ممكن ومرغوب فيه على حد سواء. 